# 第一次世界大战
第一次世界大戰是1914年至1918年發生的全球軍事衝突，交戰雙方分別為法國、英國、俄罗斯帝国所率之協約國，與德國、奥匈帝国、奥斯曼帝国所統之同盟國。這場戰爭是當時歷史上規模最大的戰爭，各國動員至少6,700萬人參與這場軍事衝突。主要戰場位於欧洲地區，但也外溢至中东、非洲、亚太等地區。歐洲戰場的參戰國皆進入总体战狀態，幾乎將自身國家的全部经济、工业、科學技術用於戰爭之上，火砲、机枪及化学武器得到廣泛使用，而西線戰場因軍隊部署密度過高出現塹壕戰這一作戰形式。第一次世界大戰是歷史上最致命的軍事衝突之一，軍人死亡人數達1千萬、受傷人數達2千萬，另有數百萬平民死於种族灭绝、饑荒與流感。這場戰爭導致德意志帝國、俄罗斯帝国、奥匈帝国、奥斯曼帝国解體，大量新國家誕生。
戰爭源自德意志帝國的崛起和巴尔干半岛膠著的局勢，以及歐洲工業化與新帝国主义導致的大國競爭。1914年6月28日，奥匈帝国皇儲弗朗茨·斐迪南大公在萨拉热窝被波士尼亞塞族普林齐普刺殺，觸發各大列強間的外交與政治危機。奥匈帝国認為塞尔维亚王国應對此負起責任，於7月28日對後者宣戰。7月30日，俄罗斯帝国發布總動員令以保衛塞爾維亞，連鎖反應導致法國、德國及英國也進入戰爭狀態。戰爭初期，德国总参谋部按西攻東守的戰略向法國發動攻勢，但在9月上旬的馬恩河戰役折戟後，西線逐漸陷入僵局，轉變成從北海至瑞士的堑壕战。至於東線戰場，俄罗斯帝国大規模進攻東普魯士與加利西亚兩地，在前者遭遇慘敗，但在後者重創奧匈軍隊，間接幫助塞爾維亞擊敗奧匈軍隊。1915年，協約國在西線及加里波利對同盟國發動大型攻勢，而同盟國將主攻方向置於東線，迫使俄軍放棄廣闊領土。至於南線戰場，意大利王國及保加利亞王國分別加入協約國與同盟國，導致奧匈軍隊需調兵至阿尔卑斯山區，而塞爾維亞被佔領。
1916年，西線德軍對凡尔登防區發動進攻，意圖消耗協約國主力部隊法軍的人員，法德兩軍在此處交手近十個月。協約國為了牽制德軍對此處的進攻，於同年夏在東線發動布鲁西洛夫攻势及在西線發動索姆河攻勢。1917年初，俄罗斯帝国因作戰不力被推翻，法軍對德軍發動代價高昂的尼維爾攻勢。同年，美國因無限制潛艇戰加入協約國，而布尔什维克在十月革命推翻臨時政府，與德國簽署停戰協議。1918年初，蘇俄被德軍迅速擊敗，簽署和約退出戰爭。同年3月，德軍鑑於東線局勢已定，對西線戰場發動大規模攻勢，但在第二次馬恩河戰役被法軍擊敗，後者遂發動反攻。下半年，法國等國從西線與巴爾幹發動大規模攻勢，先迫使保加利亞、奥匈帝国、奥斯曼帝国退出戰爭，然後迫使德意志帝國在11月11日簽訂停战协定。
1919年至1920年的巴黎和會訂立了對戰敗國的處置，德國根據凡尔赛条约需割讓部分領土、支付戰爭賠款及解除武裝，而俄罗斯帝国、奥匈帝国、奥斯曼帝国的解體導致大量新國家誕生，包括波蘭、芬兰、捷克斯洛伐克、南斯拉夫等國。然而凡爾賽體系與國際聯盟未能應對战间期的緊張局勢，最終導致第二次世界大戰爆發。

## 背景

### 民族主義
15世纪以来，居住着许多塞尔维亚人的波斯尼亞省一直是鄂圖曼帝国的领土，塞爾維亞在十九世紀初从鄂圖曼帝国取得自治，成立塞爾維亞公國後，一直希望將波斯尼亞省併入塞爾維亞公國之內。
1875年，發生波斯尼亞內戰，最後內亂蔓延至保加利亞及引起俄羅斯介入，奥匈帝国亦趁機佔領波斯尼亞。至1878年討論巴爾幹半島危機的柏林會議中，雖正式承認塞爾維亞脫離鄂圖曼帝国獨立，但卻同時承認奥地利擁有對波斯尼亞的管治權。至1908年，奧匈帝國趁鄂圖曼帝国發生內亂正式吞併波斯尼亞，这引起塞尔维亚人强烈的仇奥情绪。
1914年6月28日塞尔维亚族學生普林西普在波士尼亞首府萨拉热窝，開槍打死奧匈帝国皇储斐迪南大公。普林西普是青年波斯尼亚成员，这个组织目標是南斯拉夫的統一和从奥匈帝国统治下獨立出来。萨拉热窝暗殺事件引起一系列强烈反应，最終演變成全面戰爭。奧匈帝國发出通牒，要求塞爾維亞採取行動懲罰肇事者，当奧匈帝國認為塞爾維亞沒有做到时，就进而对塞尔维亚宣戰。在泛斯拉夫主義和泛日耳曼主義所造成的敵對結盟關係以及種種集體協定防禦条约和複雜性的國際结盟关系，使得數週內主要的歐洲列強纷纷加入戰爭。一戰最本質的原因不是斐迪南大公被刺殺，但是這是一個戰爭正當性的藉口，最終就像火柴點燃了穀倉般不可收拾。

#### 经济竞争
在一次大戰前英國壟斷原材料市場，當時的印度、澳大利亞甚至世界1/4的人口都在大英帝國殖民地貿易體系之內。而美國有一個龐大的內需市場，而實行貿易保護主義。當時德國和日本國內市場狹小而無法發展，最終便選擇擴張。
自由貿易理論的觀點認為，如果在一次世界大戰前，就實行無條件的開放市場和自由貿易，取消管制和關稅，就不會有第一次世界大戰。而一戰前使用古典金本位制，英鎊是當時的世界貨幣，直到一戰結束後英國因為巨大戰爭開支而黃金外流，最終英鎊遭到擠兌，使得美元逐漸取代英鎊的霸權。

#### 普法戰爭
直至十九世纪中叶，德意志地區仍不是一个统一的国家，而是由数十个大小不一的日耳曼人小邦国组成的「日耳曼邦聯」，分裂造成德国国内市场经济无法发展（因为各邦关卡、课税重重，商品无法自由流通），在欧洲大陆也无法与其他列强鼎立，故其中的最具实力的第二大邦普魯士為了建立统一的德意志帝國进而與奥地利、法國等列强爭奪歐洲大陸霸權，便領導日耳曼邦聯，於公元1870年奧托·馮·俾斯麥誘發德國開戰並擊敗法國。在這場戰爭中法國大敗，御驾亲征的法皇拿破仑三世被俘。普魯士大獲全勝，后乘势率各邦国联合建立统一的国家—德意志帝國。
法國戰敗後，被逼签下普魯士首相奧托·馮·俾斯麥所開出條件非常苛刻的和約：《法蘭克福條約》規定法國割讓阿爾薩斯-洛林予德國，並賠款50億法郎，普軍在收齊賠款前，可駐軍於法國。此外，德意志帝國皇帝威廉一世的登基大典於法国的凡爾賽宮舉行，這大大羞辱了法國，挑起德法兩國之仇恨。戰後法國復仇主義盛行，亦成為第一次世界大戰的另一主因。

#### 巴爾幹半島
自十五世紀以來，巴爾幹半島向來一直由鄂圖曼帝國統治，但自十八世紀末鄂圖曼帝國開始衰落，在巴爾幹半島內各個民族紛紛爭取獨立，加上巴爾幹半島位處歐亞交界，其重要的戰略位置引起歐洲各國介入半島內的事務，故被稱為「歐洲火藥庫」。1878年柏林會議後，多個巴爾幹半島國家取得獨立，各新興小國為了各自的利益而發生兩次巴爾幹戰爭，並使得奧匈和俄羅斯的衝突加深，為第一次世界大戰埋下伏筆。
奧匈和俄羅斯向來友好，但因巴爾幹半島的利益衝突令至關係惡化，在1877年，俄羅斯因支持保加利亞獨立而向鄂圖曼帝國開戰，協助保加利亞獨立，但戰後召開討論巴爾幹問題的柏林會議，親俄的保加利亞版圖大大被削；而奧匈帝國则從鄂圖曼帝國手中取得赫塞哥維納、波斯尼亞的管理權，這令俄羅斯大為驚慌，俄羅斯之後試圖以支持塞爾維亞來對抗奧匈帝國的擴張。此後，奧俄的衝突加深，亦為第一次世界大戰的原因之一。

### 同盟對立

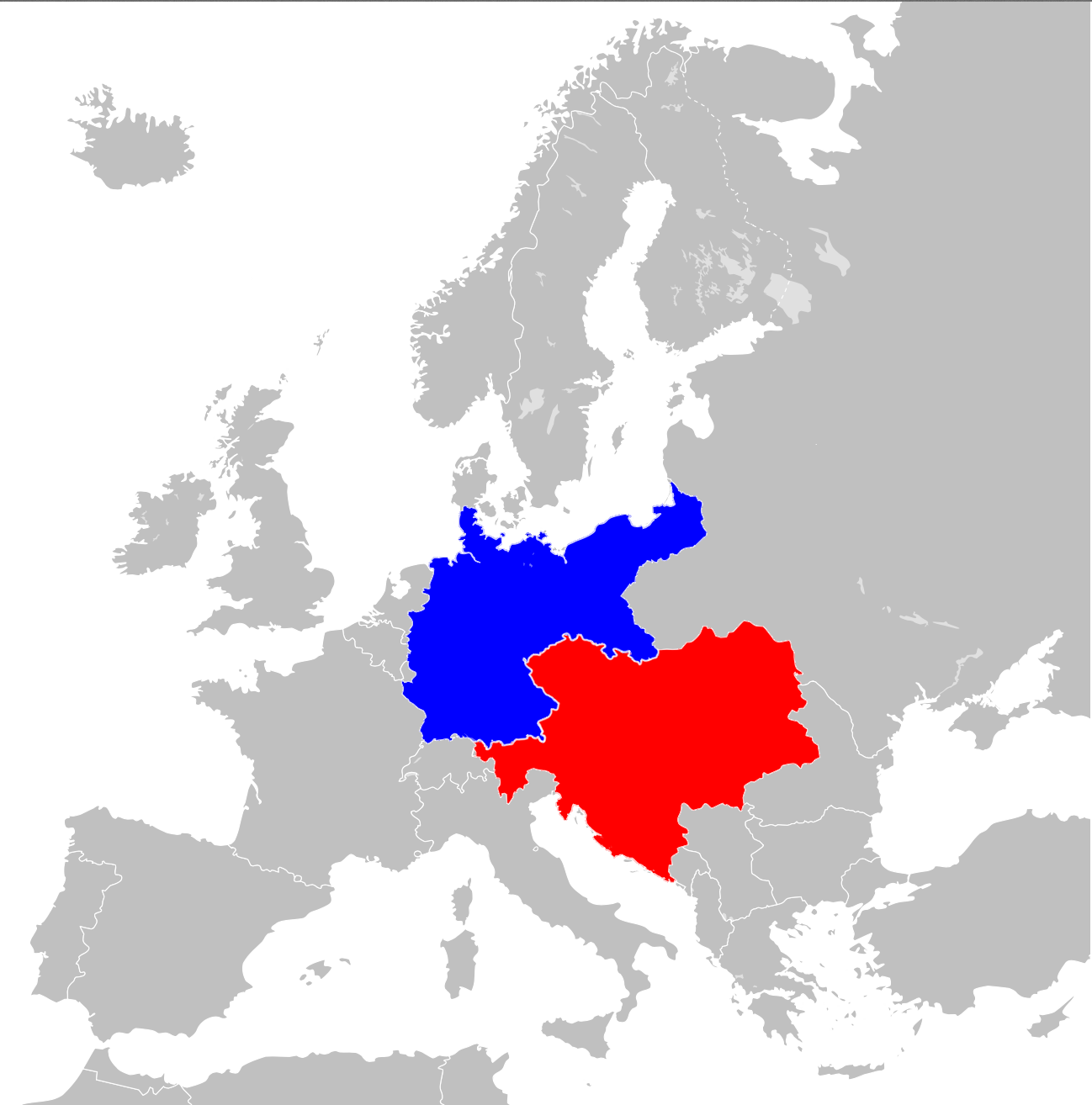
德国（蓝色）和奥匈（红色）组成的德奥同盟是同盟国的前身

普法戰爭後，德國總理奧托·馮·俾斯麥擔心法國報復引至德國兩面受敵，因此採取結盟政策，以孤立法國。他本來讓德意志帝國、奧匈帝國及沙俄帝國結成三帝同盟，可是後來在1878年柏林會議上，俄羅斯因巴爾幹半島問題，而與奧匈帝國發生利益衝突。在奧俄無法相容的情況下，1879年10月德國選擇與奧匈在维也纳締結秘密的德奧同盟。此外意大利王國在爭奪北非突尼西亞失敗，讓法國在1881年兼併該地。為了爭取支援，意大利、德國和奧匈帝國于1882年5月在维也纳签订了《同盟条约》，是為三國同盟。
俄羅斯得知德奧兩國簽訂德奧同盟後，十分不滿。但俾斯麥是一個精明的政治家，為了保持與俄羅斯的良好關係，于1887年與俄國簽訂《再保險條約》，德國保證除非俄羅斯主動攻擊奧匈，否則德國在任何情況下都在俄羅斯與第三國的戰爭中保持中立。可是俾斯麥在1890年下臺後，新任德皇威廉二世不想維持俾斯麥定下的再保險條約，任由條約終止，而選擇只與奧匈為盟。法國為打破外交上的孤立，趁德俄關係惡化時向俄羅斯提供資本，實現其工業化後，在1894年與俄國結下軍事同盟，是為法俄同盟，於是歐陸出現德奧與法俄兩個敵對陣營。
英國自拿破崙戰爭勝利後，恢復其稱為「光榮孤立」的外交政策，不與歐陸國家建立長期的聯盟關係。至十九世紀末，英國鑑於法國在埃及、俄國在巴爾幹日益擴張，威脅英帝國前往遠東的貿易航道，故在1887年2月12日和意大利組成《地中海協定》，互相保證維持地中海、亞德里亞海及黑海的現狀，而意大利則支持英國在埃及的行動。在德國首相俾斯麥支持下，奧匈及西班牙均加入協定，是為《第一次地中海協定》，同年十二月，英、奧、義三國商定共同維持近東現狀，對抗俄羅斯對奥斯曼土耳其帝國之影響，是為《第二次地中海協定》，不過兩次協定沒有明確規定英國承擔具體的軍事義務，故英國並未放棄其光榮孤立，威脅英國的制海權，英國才著手在歐陸尋求盟友。1904年英國終與法國簽訂《英法協約》，但此協定並非軍事同盟，而是一項解決兩國有關殖民地糾紛的協定；相對於德奧同盟或法俄同盟，其合作無疑較為鬆散。不過在第一次摩洛哥危機中，此協定充分反映出英法堅定的合作夥伴關係。此後法國鼓勵英國與俄羅斯結盟，但英國對俄羅斯戒心不亞於德國，直至日俄戰爭俄羅斯被日本打敗，英國才放下對俄的戒心，雙方終於在1907年結束其殖民地糾紛，簽訂《英俄協約》。同年，法國、英國和俄國有感德國在奥斯曼土耳其帝國的擴張，是以組成三國協約。
歐洲從此分為兩大帝国主义军事集团陣營，因此只要有任何風吹草動，都有演變為世界大戰的可能，第一次世界大戰就是因為奧匈帝國皇儲斐迪南大公遇刺而引起的。

### 爭奪殖民地
自十八世紀起，工業革命引起經濟及工業化發展，並催促著當時各國政府爭奪殖民地以取得原料供應地及市場。20世紀初，帝國主義逐漸興起。在俾斯麥時代，鑒于統一德意志帝國初立，故對殖民地的爭奪較少參與。後來，國內商人勢力興起，便要求德國政府爭取海外資源和市場。威廉二世即位，俾斯麥被罷後，德皇認為德國殖民地太少，原料產地及商品市場不足，實行世界政策，要求重新劃分全球勢力範圍。此舉觸犯老牌殖民大國英國和法國的利益。而第一次和第二次摩洛哥危機，和法国的既得利益有所衝突，這亦使得兩大陣營的衝突加劇，戰爭爆發的可能性越發加大。

### 軍備競賽
两大軍事集團在戰前进行激烈的軍備競賽：德國於1900年制訂海軍法，將海軍規模加大擴充，英國為保持海上力量優勢以維持安全，在1905年開始建造無畏艦，並在1907年德國開始建造無畏艦時以二對一海軍政策，即保持自身無畏艦數為德方之兩倍以相應付。在第二次摩洛哥危機後，更聯同法俄兩國實施三國海軍聯防，即英國在北海、法國在地中海、俄國在波羅的海分別對付德奧兩國海軍。
而在陸軍方面，由1880年到1913年，德國常備軍由42萬擴充至87萬；法國則由50萬擴充至81萬；俄羅斯也準備由80萬增加到230萬，最後雖未達標，唯其陸軍已有140萬，乃全歐之冠，不過其素質甚為低下，無法和德法兩國之陸軍相比；奧匈的軍隊由47萬擴張至85萬，步兵素質一般，但重炮部隊素質全球第一；意大利由20萬擴張至35萬，而無論步兵和炮兵素質皆不及德法；最後美國也響應歐洲紧张局势而把軍隊數由34,000人擴張至16萬。
| 世界列強在1914年的海軍力量 | 世界列強在1914年的海軍力量 | 世界列強在1914年的海軍力量 | 世界列強在1914年的海軍力量 |
| 國家                       | 人員                       | 戰列艦                     | 噸位                       |
| -------------------------- | -------------------------- | -------------------------- | -------------------------- |
| 俄羅斯                     | 54,000                     | 18                         | 589,490                    |
| 法國                       | 68,000                     | 32                         | 941,525                    |
| 英國                       | 209,000                    | 62                         | 2,346,613                  |
| 意大利                     | 不詳                       | 17                         | 401,283                    |
| 美國                       | 不詳                       | 37                         | 1,009,184                  |
| 日本                       | 不詳                       | 17                         | 679,438                    |
| 合計                       | >331,000                   | 183                        | 5,967,553                  |
| 德國                       | 79,000                     | 44                         | 1,149,863                  |
| 奧匈                       | 16,000                     | 8                          | 266,598                    |
| 土耳其                     | 不詳                       | 5                          | 103,309                    |
| 合計                       | >95,000                    | 57                         | 1,519,770                  |
| 來源：Ferguson 1999 p 85   |                            |                            |                            |

## 戰前危機

### 萨拉热窝暗殺事件
1914年6月28日為塞爾維亞之國慶日。奧匈帝國皇太子弗朗茨·斐迪南大公夫婦在波斯尼亚首都塞拉耶佛視察時，六名南斯拉夫主义组织青年波斯尼亚的刺客（分别是茨维特科·波波维奇、加夫里洛·普林齐普、穆罕默德·穆罕默德巴希奇、内德利科·查布林诺维奇、特里夫科·格拉贝日和瓦索·丘布里洛维奇）试图使用「塞尔维亚黑手党」提供的武器暗杀斐迪南大公。六名刺客埋伏在大公的必经之路上，暗杀开始后首先朝布林诺维奇向大公投掷了一枚手榴弹，但是没能砸中大公的车辆，爆炸的手榴弹伤到了不少路边的群众，也让其他五人暂时失去了对大公动手的机会。
一个小时后，在大公去医院看望前一次袭击中受伤者的路上，马车转错了方向，走到了普林西普面前，普林西普枪杀了斐迪南大公和大公的妻子苏菲。大公的伯父，奥匈帝国的皇帝弗朗茨·约瑟夫一世对暗杀又震惊又愤怒。雖然奧國的調查顯示，並未有塞爾維亞的政府官員涉入其中。暗杀约一个月后，奧匈帝國對塞爾維亞发出最後通牒並列出一些違反其憲法，干涉其主權的要求（塞爾維亞政府要和奧匈政府合作，壓制一切的反奧行動及檢控塞拉耶佛事件的涉案人士）。儘管塞爾維亞表示，除了兩條違反憲法及影響主權的條款，將接受其他所有條款。然而，奧匈帝國執意開戰，在得到德國的支援後，7月23日發出最後通牒，並在未回覆塞國的回應後，於1914年7月28日出兵塞爾維亞，這件事成為第一次世界大戰的主要導火線。

### 波士尼亞與赫塞哥維納的暴亂擴大
奧匈帝國當局鼓勵隨後在薩拉熱窩的反塞爾維亞暴亂，波士尼亞與赫塞哥維納的克羅埃西亞人殺了兩名塞爾維亞人和砸毀許多塞爾維亞人的房屋，在塞拉耶佛外的許多由奧匈帝國控制的城市也爆發了數場反塞爾維亞暴亂，在波士尼亞與赫塞哥維納的奧匈帝國當局逮補了5,500多名塞族人，其中約有700至2,200人死於獄中，另有460人被判處死刑。一個由奧匈帝國支持的波士尼亞民兵組織開始對塞族人進行迫害。

### 七月危機
奥匈帝国认为这次刺杀是南部斯拉夫民族的领土收复主义作祟，并将其视为对帝國的重要威胁。歐洲列強曾於刺殺事件後整整一個月作出調停，但最終奥匈帝国于1914年7月23日向塞尔维亚王国发出的最后通牒，英国外长爱德华·格雷指出，此项最后通牒是“有史以来一个国家对他国发出之最可怕的文件”。一般认为，该文件的条款难以实现，因此它实际上是奥匈帝国用以惩罚塞尔维亚的開戰藉口。但對塞尔维亚來說，奥匈帝国畢竟不能招惹也惹不起，所以在最后通牒中開出的10個條件，塞尔维亚竟然也願意接受其中8個条件，但奥匈還是在7月28日，即萨拉热窝事件發生後一個月，向塞爾維亞宣战。萨拉热窝事件引起的一连串国际危机，终于引致第一次世界大战的爆发。

### 戰事爆發
1914年7月28日奧匈向塞爾維亞宣戰，但在7月31日才下達軍事總動員的命令，實際執行則是第二天(該電報的發布日期在戰爭爆發後的橙皮書中修改為7月26日，且內容也被修改成[全軍總動員令已簽署]，而法國的黃皮書則插入一段虛構的公報，公報發布於7月31日，稱俄國的命令是[奧匈帝國進行全面動員的結果]，同時[也是德國在六天內持續暗中進行動員措施的結果.........])。7月24日，俄國開始進行軍事準備，7月29日俄國參謀部長簽署局部動員令，並在同日午夜時分在俄皇認可下發出，但由於參謀部表明執行局部動員在技術上的困難，於7月30日下午六點又修改為全軍總動員，以確保俄國在巴爾幹地區的影響力。7月25日，德國開始注意到俄國軍事動員的跡象並開始招回休假中的情報局Ⅲ b(負責軍事情報與反間諜工作)的情報人員，同時開始對法國、俄國派出[旅行者]以進行情報收集，7月28日，德軍參謀本部在統整[旅行者]發回的資料後確認俄國開始局部動員，但規模不明，德威納伊等其他軍區，動員令尚未下達。但可以確定的是，德國邊境地區的邊防部隊也正在備戰。也許關於[戰前準備期]的聲明，是針對整座帝國而發出。，7月31日德國發出最後通牒要求俄國在12小時內取消總動員，俄國對此通牒置之不理，8月1日德國進而向俄國宣戰；并向法国提出最后通牒，要求其在德俄发生战争时保持中立，但法国並沒有回覆。8月2日，德國為避開德法邊境的法國守軍，向比利時發出最後通牒，即日德軍攻佔了中立國盧森堡。8月3日德国向法國宣戰。德國於8月4日入侵已保持永久中立的比利时（施里芬計劃），取道比利時進攻法國；同日英國考慮到比利時對自己國土安全的重要，又為了維護1839年簽署的《倫敦條約》確保比利時的中立，于是向德國宣戰。8月6日奧匈帝國向俄國宣戰。8月12日英國向奧匈帝國宣戰。

## 西方戰線

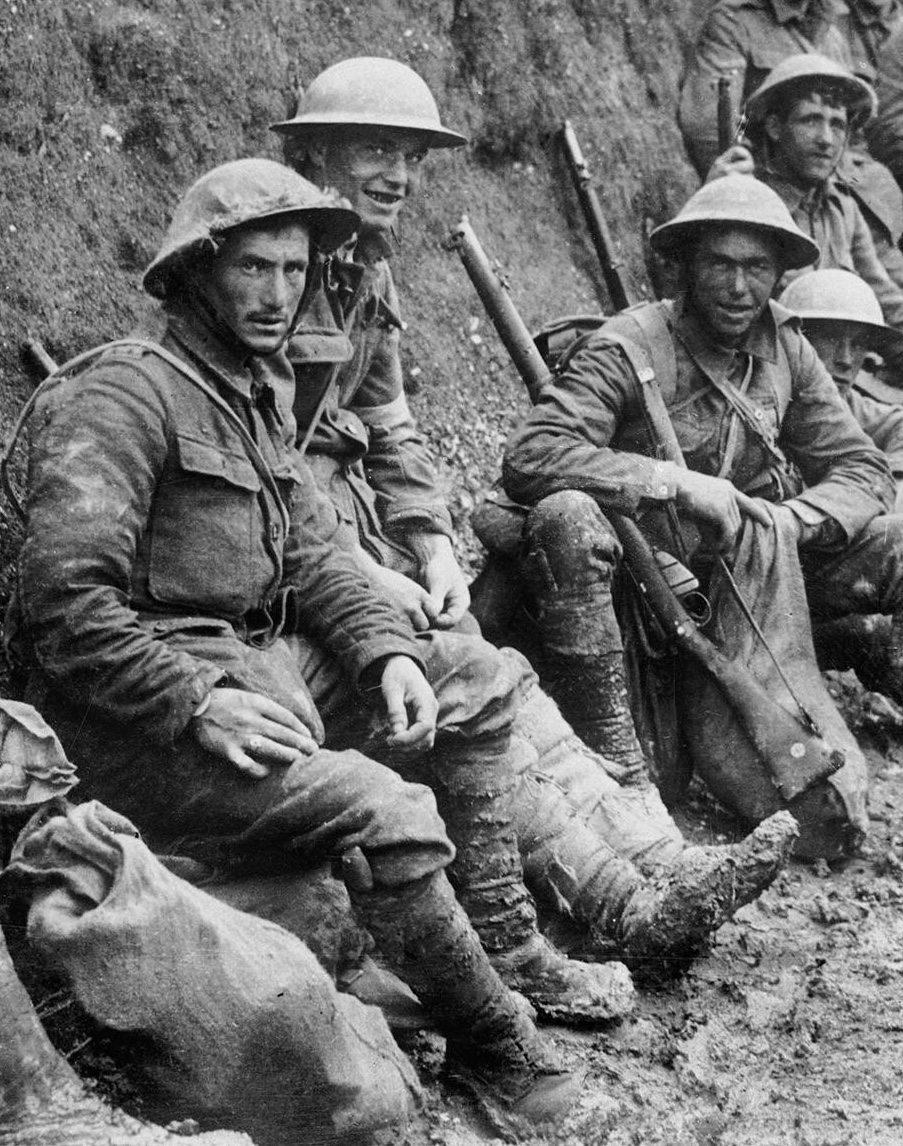
在戰壕裡作戰的士兵

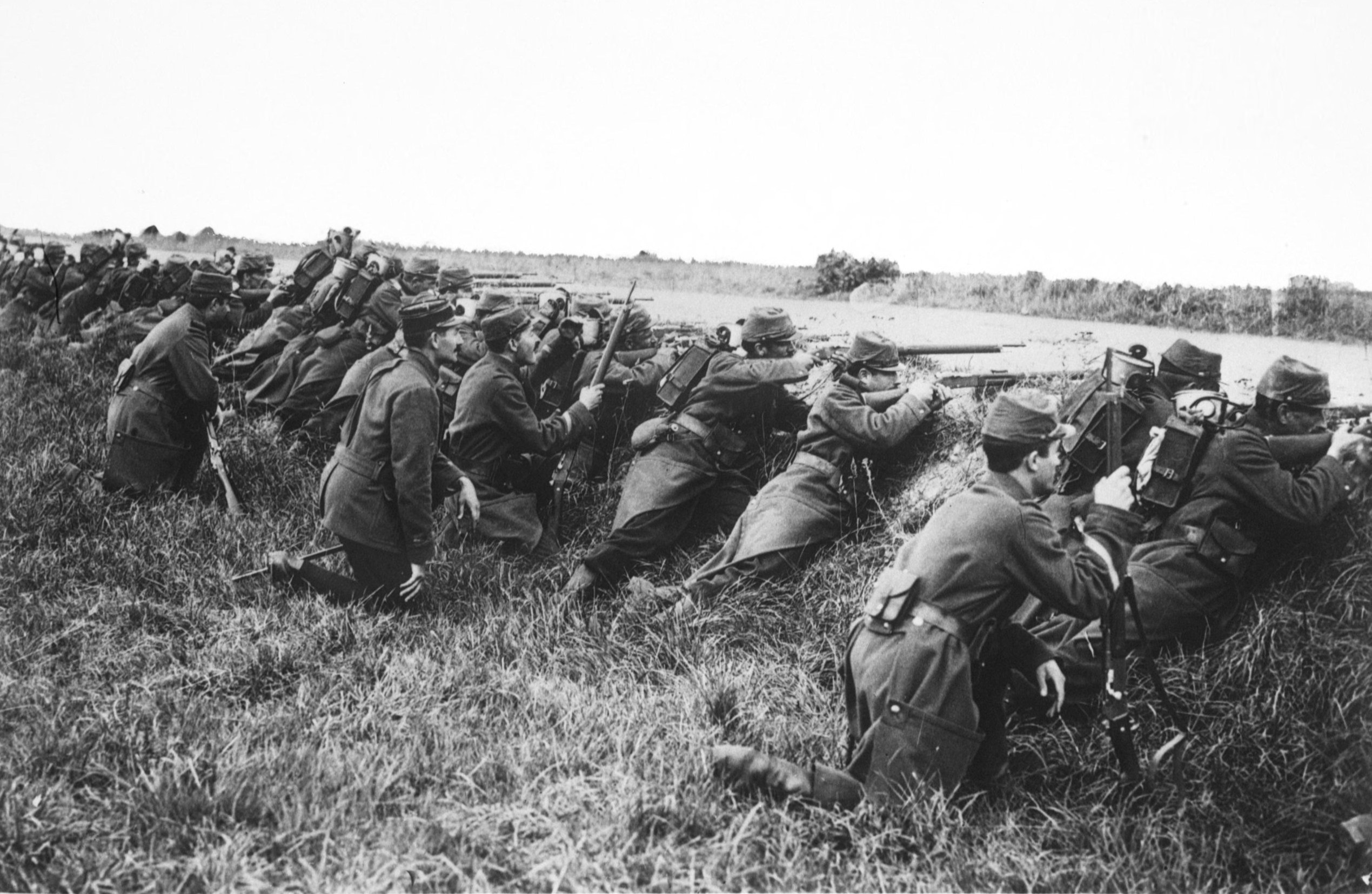
第一次馬恩河戰役中的法國士兵

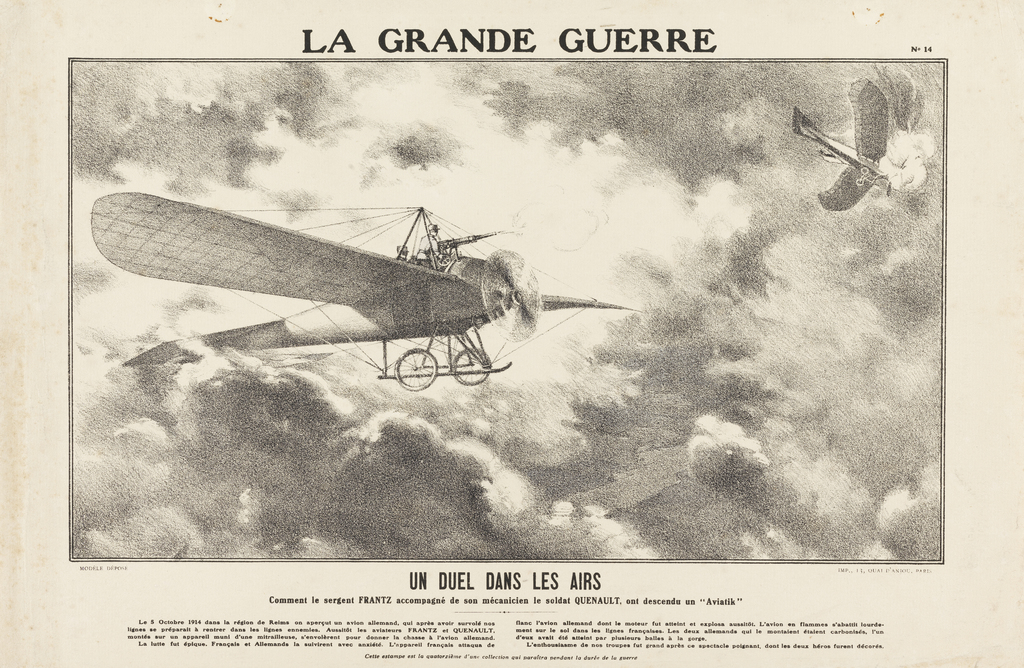
1914年10月5日空戰發生於法國蘭斯，為歷史上的第一次空戰

在戰爭爆發之前幾年，德國總參謀長阿爾弗雷德·馮·施里芬已制定以速戰速决為主要特徵的「施里芬計劃」：先利用德國發達的鐵路網，集中優勢兵力在6星期內打敗法國，然後將部隊調往東線進攻俄國。與此相對應，法國也制訂以五個軍團為基礎的集合方案「第十七號計劃」，並依約瑟夫·霞飛的個人判斷調整作戰方案。但戰事的發展却出乎這些軍事家意料，使得這兩個計劃皆不可行。

### 德軍進攻
為迅速取得西線勝利，德國總參謀長小毛奇決定採取西攻東守計劃，西線德軍不強攻駐有重兵防衛的德法邊境，反而欲取道盧森堡及比利時攻擊法國後方。1914年8月2日德國出兵中立國盧森堡，以取得盧森堡的鐵路網，盧森堡在德軍開入國境時瞬間投降。8月4日清晨德軍對比利時不宣而戰。然而，比利時的抵抗出乎德軍預期，比軍在早期的抵抗延遲了德軍的進度表，至8月20日時，德軍才成功大致攻佔比利時全境（安特衛普要到10月10日才投降）、並開進布魯塞爾、同時驅逐在比利時境內的法軍回法國境內。8月21日德軍分兵五路攻向法國北部，法軍失守，被逼後撤。9月3日德軍已進逼巴黎。9月5－12日德軍與法軍在巴黎近郊馬恩河一線爆發馬恩河戰役，由於德軍進展過快、南線的格朗庫羅內戰役未能牽制法軍兵力、法軍又及時重整戰力，使得結果是法國獲勝，被稱為「馬恩河奇蹟」。德軍只得轉入戰略防禦，固守安納河一線，戰鬥開始演變為陣地戰。接著，雙方皆嘗試包抄對方陣線，結果受限於運輸等因素，雙方平分秋色。德軍奪取法國東北部的廣闊領土，卻始終不能包圍法國的戰線。隨後雙方再爆發第一次伊珀爾戰役，由於英軍強烈抵抗和法國快速馳援，成功擋下德軍的重擊，德軍無法取得重大成果、英法聯軍亦也缺乏力量推進，結果戰事進入膠著對峙狀態。

### 戰事僵持
1915年春季，法國和英國聯軍趁德軍主力集中在東方戰線，發動香巴尼和阿杜瓦兩輪攻勢。但因為沿用舊戰術，而且欠缺强大火力掩護，結果被德軍成功抵擋，己方反而傷亡慘重。該年4月德軍反擊，並首次使用毒氣，使雙方的損失更為慘重。結果1915年的西面戰線，雙方大量死亡，但戰事仍然膠著。當中，俄羅斯曾應許至少派遣50萬人到法國，但直到1916年只派了一萬六千名應留在國內先受訓的人。導致雙方戰事僵持局面未能改變。
1916年2月，德軍主力在凡爾登戰役中襲擊了法國的防禦陣地，一直持續到1916年12月。德軍在戰役初期取得了進展，但隨後法國的反擊使得德軍最後失敗。雙方的傷亡人數從70萬人到97.5萬不等。凡爾登戰役成為法國決心和自我犧牲的象徵。
而英法聯軍為了制衡德軍，在該年7月初向索姆河一線與德軍爆發索姆河戰役，戰況更為慘烈。英軍雖然在這場戰爭裡首次使用坦克，但雙方在傷亡共約120萬人後，戰事仍未有重大突破，並持續至該年11月，西線再次變為膠著對峙狀態，不過協約國開始掌握戰爭的主動權。

### 美國參戰

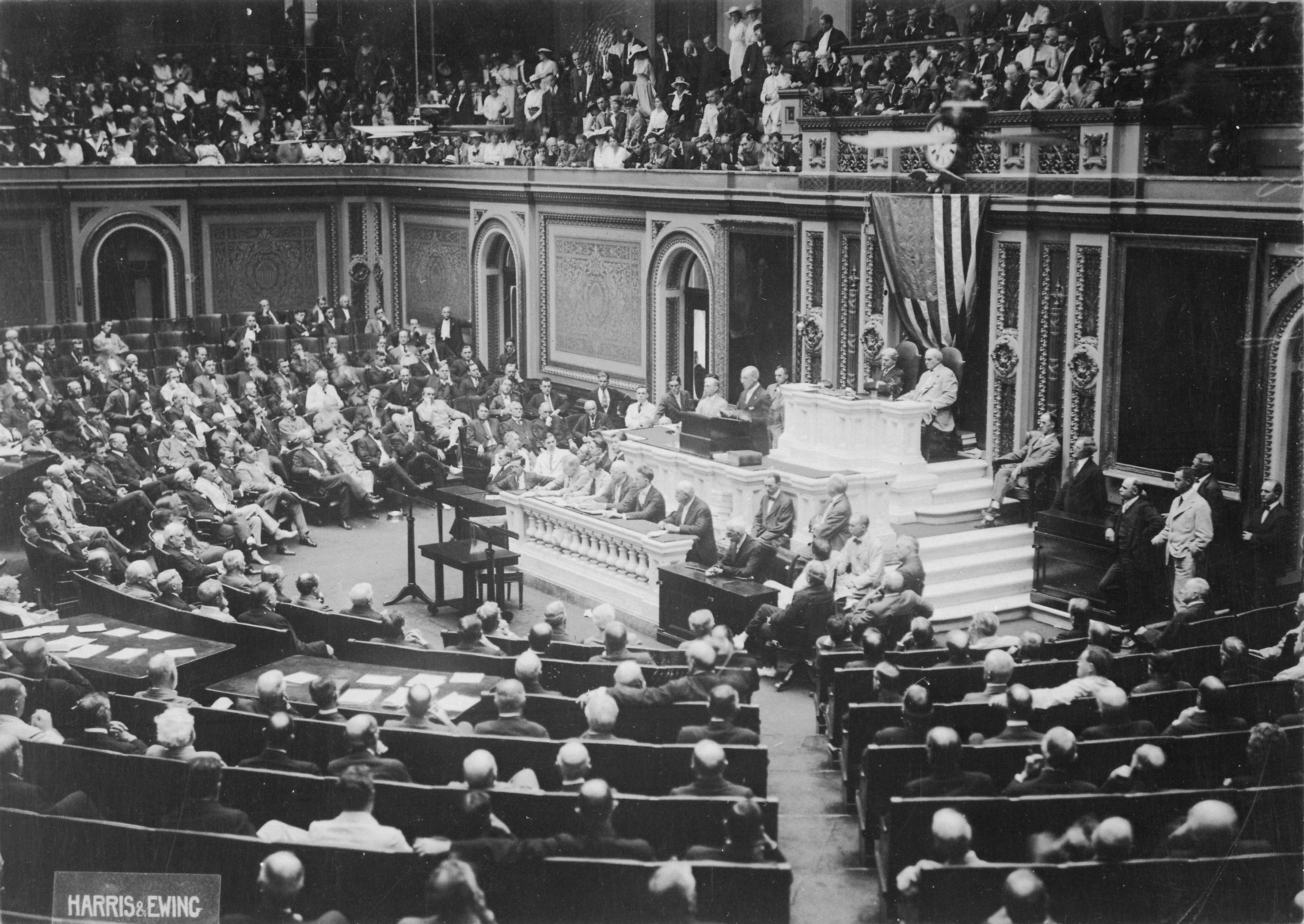
1917年4月6日，美國總統威爾遜在國會宣佈與德國斷交的情景

1915年5月1日，英國郵輪盧西塔尼亞號從美國出發到英國，儘管德國已經宣佈會發動無限制潛艇戰把所有英國的船隻都擊沉，然而由於盧西塔尼亞號的航速較高，沒有人認為它能被德國的潛艇追上。在5月7日，德國潛艇發現了盧西塔尼亞號並利用魚雷把其擊沉，由於郵輪上有一大部分的乘客為美國人，美國人民的反德情緒被激起。
1917年2月3日因德國使用無限制潜艇戰，使美國多艘船隻被擊沉，美国与德国断交。2月24日美國駐英大使佩奇收到破获的齊默曼電報，電報稱如果墨西哥對美國宣戰，德國將協助墨西哥取回美墨戰爭後割讓給美國的失地，于是美國以此為根據，于4月6日向德國宣戰。

### 1917年的協約國攻勢

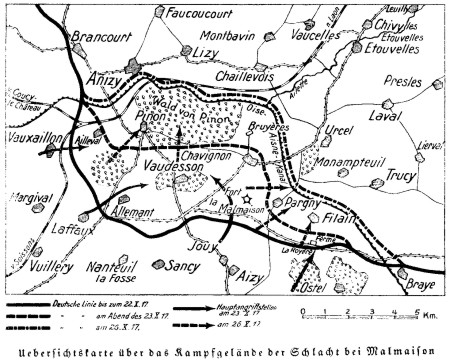
法軍於馬爾梅松戰役中取勝，此戰為一戰火砲密集強度最高的戰役，其紀錄直到二戰庫斯克會戰才被超越

1917年4月法軍於西線開展春季攻勢，與德軍在蘭斯和蘇瓦松之間進行會戰，歷時共一個月，但法軍在傷亡10幾萬人後却除了香檳山戰役以外並無進展，引起法國士兵的騷動，并导致该次战役的策划者、上任不足半年的法军总司令罗贝尔·尼维勒将军被革职。戰事再度膠著，而法軍因內部騷動，無力進攻。在該年下半年，美國提供的裝備到達歐洲，法軍再次發起第二次凡爾登戰役和拉馬爾邁松戰役兩場攻勢並取勝。而英軍則發起帕森达勒战役和康布雷戰役，但傷亡慘重並無取得任何大進展，仍然無法改變戰事的膠著狀態。
12月，同盟國與俄羅斯簽署了停戰協議，從而使得西線獲得了大量的德軍部隊。隨著东方战线的瓦解，戰爭的結果將在西線決定。同盟國知道他們無法進行持久戰，但他們對最終的攻勢寄予厚望。此外，雙方都越來越害怕歐洲的社會動盪和革命，雙方都急切地尋求決定性的勝利。
1917年，奧匈帝國皇帝卡爾一世在德國不知情的情況下，通過他妻子在比利時的兄弟作為中間人，秘密嘗試與乔治·克列孟梭進行單獨的和平談判。當談判失敗時，他的企圖被德國發現，導致了一場外交災難。

### 德國最後進攻
魯登道夫與興登堡認為德軍在戰爭中的勝利機會為在1918年春季發動一個決定性的攻勢。1918年3月3日，東線因為《布列斯特-立陶夫斯克條約》的簽訂而停戰，俄羅斯退出了戰爭，這使德軍可騰出33個師佈署到西線。德軍在西線上有了兵力的優勢，以192個師來對抗聯軍178個師，其調來的部隊也因為長時間的休息而實力較為完整。魯登道夫從部隊中選出各個戰鬥經驗較豐富的單位重新訓練，組成一個個素質較高的突擊部隊，作為此攻勢的攻擊主力。聯軍方面，依舊缺少一個統一指揮機關，英法兩軍也因為歷經長期的耗損，無論是士氣還是人力皆不足，而進入戰爭不久的美軍也尚未具有戰鬥的能力。

魯登道夫的進攻戰略為將英軍與法軍分離，突破聯軍防線後逼使前者退卻到海峽港口，將其殲滅。這場攻勢將結合新式的突擊戰術、地面攻擊機、戰車和仔細策劃過的砲擊行動，其中後者還包括使用毒氣攻擊。3月21日，德军发动5次主要进攻的第1次。德軍春季攻勢的第一階段—麥克爾作戰非常成功，幾乎要將聯軍部隊分離，並在頭8天內挺進了65公里，戰線也西移了100公里，是自1914年馬恩河戰役失敗後以來，第一次讓巴黎再度暴露在德軍砲擊距離內。因於這次的攻勢，聯軍終於整合出一個統一的指揮系統，費迪南·福煦將軍被任命為法境內全部聯軍之總指揮，整合過的聯軍現已更能應對德軍的進攻，將局勢逐漸轉為消耗戰。

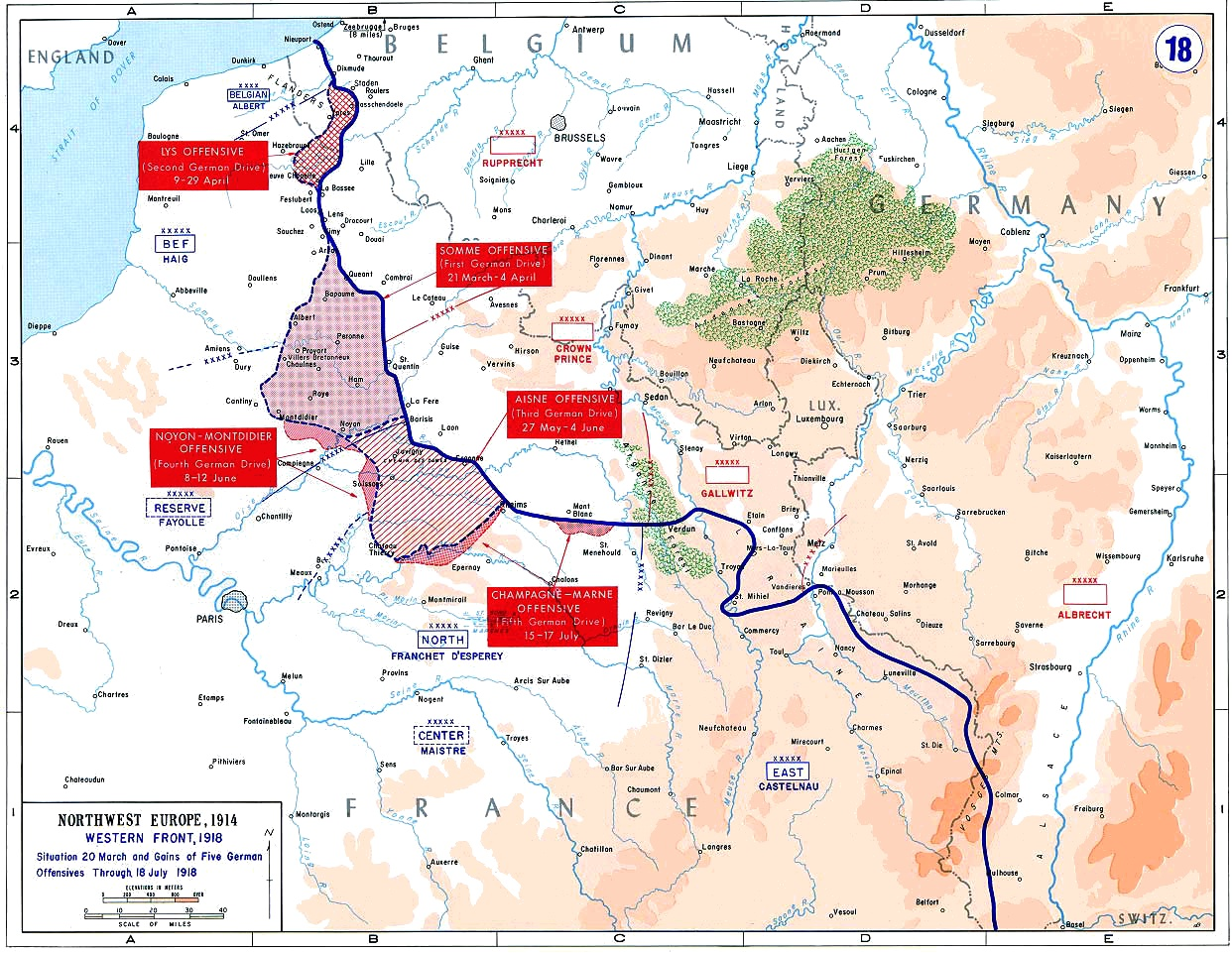
第二次馬恩河戰役初期的第四次香檳戰役德軍進攻，此戰徹底摧毀了德軍的進攻力量

### 協約國反攻
7月，法軍在第二次馬恩河戰役初期的第四次香檳戰役決定性的擋住德軍進攻，接著福煦對馬恩河突出部上的德軍發動攻勢，並在8月將其消除。兩天後，再發動了第二波攻勢，一路挺進到亞眠北部。此次攻擊由加拿大和澳大利亞軍作先鋒，以英法為主力，再加上600輛戰車與800架飛機的支援，最終聯軍獲得決定性的成功，興登堡因此說8月8日是「德國陸軍最黑暗的日子」。
德軍人力已因為四年長期的戰爭而枯竭，國家本身也累積巨大的社會與經濟壓力。聯軍以216個師對付德軍兵員不足的197個師，8月開始的百日攻勢為德軍崩潰的最後一根稻草，其開始大批向聯軍投降。在聯軍突破德軍防線的不久，马克斯·冯·巴登親王於10月被任命為德國總理以進行和平談判。由於魯登道夫拒絕和談，他被迫下台並逃到了瑞典。戰鬥仍在繼續，當德軍撤退時，德國已發生革命，成立了新政府。很快地，德國政府與聯軍簽署了停戰協定，並在11月11日全面停火（國殤紀念日）。德意志帝國君主制政府崩潰，而魯登道夫的繼任者威廉·格勒納將軍認為，為了防止如前年俄羅斯發生的革命，必須支持溫和派的社民黨領袖弗里德里希·艾伯特，而非霍亨索倫皇室人員。

## 東方戰線

### 俄國動員
1914年7月28日奧匈帝國因為德國向其開出空白支票而自信心大增，與塞爾維亞斷交並對其宣戰。俄國則宣布全國總動員，以支援塞爾維亞與奧匈帝國戰鬥，這引起德國的不滿，而兩國之間的互相敵視關係也埋下伏線。8月1日德國以俄國拒絕停止全國總動員為藉口向俄國宣戰，並同時在西線進侵比利時。8月4日英國因比利時為其自身安全的關鍵，因此對德國宣戰。8月6日奧匈帝國向俄國宣戰。

### 德俄交戰
俄軍乘德軍在開戰之初，集中兵力在西線之際，在東線向德軍發起進攻。8月17日，俄軍第一集團軍進入東普魯士，並於8月21日跨過東普魯士南方邊境，逼向德國首都柏林，德軍被迫從西線調兵回援。德國援軍行動迅速，很快便抵達東線，並于科穆辛森林附近消滅數萬名俄軍，使得東線戰局發展受到德軍控制。9月11日俄國的第1集團軍再度被擊敗，德軍進逼至俄國境內，俄軍損失共25萬餘人及大量的軍需物資，史稱坦能堡會戰。在南線方面，俄軍開始時在加里西亞和布科維納屢次擊敗奧匈帝國的軍隊，但德國隨後對奧匈提供支援，結果到12月中旬，東線戰事亦進入膠著狀態。
1915年德軍因為西線的馬恩河會戰失敗，决定先集中兵力擊潰俄國，逼使俄國停戰，從而結束東線戰事，並且避免繼續陷入兩線作戰的困局，東線於是變成主要戰場。同年5月德奧聯軍以18個師和2,000餘門大炮，分兵兩路進擊俄軍，並計劃將俄軍逼至「波蘭口袋」內殲滅。雙方交戰8個多月，德軍攻佔普热梅希尔、萊姆堡、伊万哥罗德、華沙、布列斯特、維爾諾及里加，並逼使俄軍撤退至從里加灣到德涅斯特河一線，俄軍共損失170多萬人。此役，德軍雖然大勝，但己方損失亦極大，且未消滅俄軍主力，而俄羅斯皇帝尼古拉二世亦乘机罢免皇叔尼古拉大公的俄军总司令职位。之後，由皇帝順從其太后之一只取總司令而自為之，卻一無所成；即使如次，德國將領尤倫堡(Eulenburg)伯爵在該年12月派人媾和，尼古拉二世拒之不理。

### 俄軍反擊
1916年春季，俄國調集3個方面軍共200萬人向德奧聯軍發動反攻，在激戰一輪後，雙方各損失百萬兵力，但俄軍兵力較多，因此逼退德奧聯軍，並乘勝攻進加里西亞東部地區，史称勃魯洛西夫攻势（勃鲁洛西夫为当时的俄军总参谋长）。此战令奥匈帝国损失惨重，超过40万人被俘，德军亦伤亡数十万。

### 俄國退出

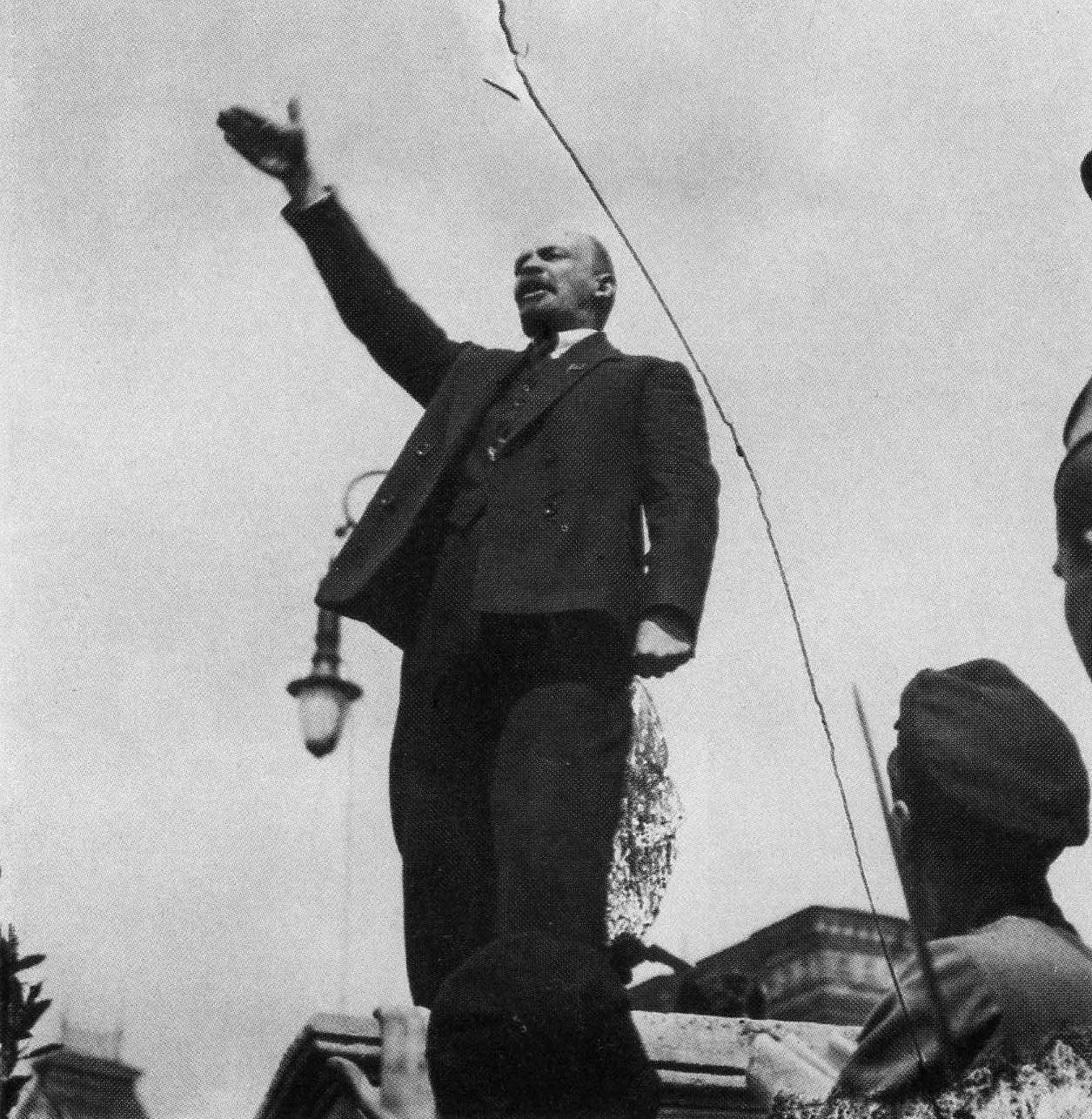
帶領布尔什维克發動十月革命的列宁

俄國本身為農奴制的經濟體系，經不起東線持續的戰事，結果其國內經濟崩潰，工廠倒閉，失業率驟增，軍火補給困難，士兵極度厭戰。1916年冬季，俄國內部各種矛盾加劇，莫斯科的罷工人數更達至百萬人以上，結果俄國二月革命在1917年3月8日爆發，令皇帝尼古拉二世退位，亞歷山大·克倫斯基領導的臨時政府仍然繼續戰爭。雖在1917年7月3日波洛夫（Zboroff）之役，捷克與俄國聯軍攻襲甚猛；但最終又被德奧聯軍擊敗。德奧兩國在1917年10月14日在原俄國所佔領的波蘭地方設立一個攝政院，言明波蘭不隸屬兩國以弭平兩國原本對該地的野心。
俄國工人及農民忍受不了無止盡的戰爭和貧困，在1917年11月（儒略曆10月），由布爾什維克領袖列寧承诺再次举行全国大选，并領導十月革命武裝起義，推翻臨時政府，然后在大选失利之后，使用暴力手段決議建立苏维埃政府和第一個社会主义國家，即蘇維埃俄國。列寧其後與德國簽署《布列斯特-立陶夫斯克條約》，蘇俄並宣布退出第一次世界大戰。
此後，德軍繼續推進俄國所放棄的領土。於1918年4月2日擊潰不承認芬蘭獨立宣言的共產黨人；同年，也陸續承認波羅的海國家獨立並迫使烏克蘭議和。直到德國停戰為止，波羅的海國家、白俄羅斯西部及烏克蘭為德國勢力範圍，有德軍駐守在這些國家。

## 南方戰線

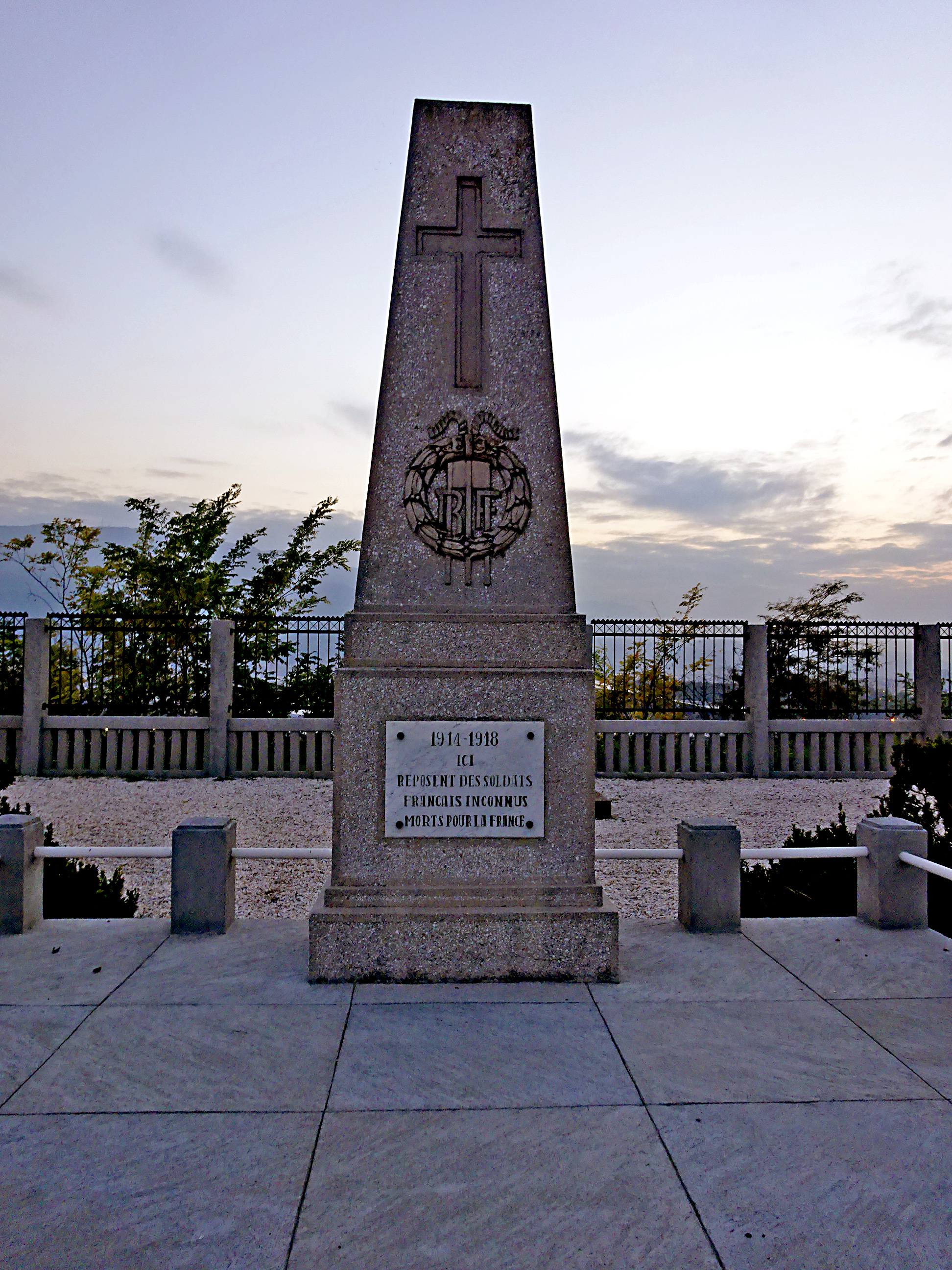
多布羅峰戰役戰死的法軍公墓，該戰役最終導致保加利亞的崩潰

### 巴爾幹戰場
奧匈帝國在戰爭初期對塞爾維亞發起三次入侵，但皆失敗。而後保加利亞參戰，聯合奧匈帝國和德國從三路進攻，並很快擊敗塞爾維亞，而塞爾維亞抵抗力量經海路到達阿爾巴尼亞和希臘，並在法國的幫助下繼續抵抗。
隨後法國為首的協約國遠征軍與保加利亞在馬其頓戰線僵持，直到1918年法國將軍德斯佩雷發起瓦爾達爾攻勢，於多布羅峰戰役決定性的擊敗保加利亞，直攻至匈牙利，同盟國的南部戰線徹底崩潰。

### 奥斯曼土耳其戰場
俄羅斯一向是奥斯曼土耳其傳統敵人，過去奥斯曼土耳其採取聯英抗俄的外交政策。但1907年英俄修好及結盟後，奥斯曼土耳其開始懷疑英國會否繼續協助自己抗俄。此時，德國為了在近東牽制俄國，于是答應向奥斯曼土耳其提供一億法郎的貸款，以換取其參戰。於是奥斯曼土耳其於1914年10月29日正式參戰（對協約國的聖戰），並與俄國在高加索發生戰鬥。俄軍初時作戰不利，但於1915年1月發動反攻，奥斯曼土耳其的第9集團軍被殲滅，共損失約70,000多人。
1914年奥斯曼土耳其在德国的帮助下进攻波斯卡扎尔王朝（现伊朗），试图切断俄国和英属印度的联系。该战役一直持续到1918年，以土耳其的失败告终。
協約國軍隊為了解除俄羅斯在高加索被奥斯曼土耳其牽制的困局，以及打通黑海補給線，决定聯合進攻奥斯曼土耳其的首都伊斯坦堡所在的黑海海峽。1915年初加里波利之戰爆發。協約國先後有50萬士兵遠渡重洋登陸黑海海峽南端的加里波利半島。雙方在加里波利半島交戰11個月，共約13.1萬人死亡，26.2萬人受傷，結果協約國軍隊無法攻破同盟國的防線，被逼撤退。這場戰役是一戰中最著名的戰役之一，也是當時最大的一次海上登陸作戰。在土耳其帝国东部的美索不达米亚（今天的伊拉克），英军的進展則顺利许多。虽然在庫特战役（1915年底到1916年春）中英军受挫，但在1917年3月英军攻克巴格达。
中東伊拉克、敘利亞、巴勒斯坦等阿拉伯人為主要人口的地區，早在十五世纪被奥斯曼帝國征服及統治，虽然土耳其人也信奉伊斯兰教，但是与阿拉伯人并非是同一民族。1916年6月阿拉伯发生反抗土耳其的民族起义，英國少校勞倫斯协助阿拉伯人組織游击战，配合英國从埃及派遣的东征軍队，最终攻克大马士革。
阿拉伯半岛雖盛产石油，不过油田在一战时期尚未被发现，因此未成為重要的戰略據點。

### 義大利轉投協約國
1915年5月23日，義大利因為英法答應在戰後分得阜姆和達爾馬提亞，于是投向協約國一方，對同盟國宣戰。同時聖馬利諾亦派志願軍協助義大利，以及聖馬利諾戰地醫療隊。義大利軍雖然實力較弱，交戰初期即損失近30萬人，但却成功拖住奧匈帝國40個師的兵力，緩减俄法的壓力。1915年9月保加利亞加入同盟國，並出兵30萬，配合德奧聯軍攻擊塞爾維亞，結果同盟國很快便占領塞爾維亞全境，塞爾維亞政府及軍隊被逼撤退至希臘的科孚島。

### 羅馬尼亞参战
1916年8月，羅馬尼亞向同盟國宣戰。德奧和保加利亞聯軍於是決定攻取羅馬尼亞，以奪取石油和糧食補給。結果羅馬尼亞首都布加勒斯特很快便失陷，德奧保軍隊佔領大部分的羅馬尼亞國土。

## 海上戰爭
雖然英德兩國在戰前爭建無畏艦，但在整個第一次世界大戰中却只有一次大規模的艦隊主力决戰，德軍少數部署在海外殖民地的巡洋艦隊在開戰的頭一年即遭數量上佔有優勢的英國海軍的肅清（雖然其中不乏如輕巡洋艦恩登號這樣成功的通商破壞艦），德國公海艦隊也被英國海軍封鎖在波羅的海內。1916年德國海軍意圖突破封鎖，隨爆發英德海軍間唯一的艦隊決戰日德蘭海戰。這場戰役的結果比較特別：一方面，舍爾海軍上將率領的德國大洋艦隊以相對較少噸位的艦隻損失，擊沉更多的英國艦隻，從而取得戰術上的勝利；另一方面，杰利科海軍上將指揮的英國主力艦隊成功地將德國海軍封鎖在德國港口，使得後者在戰爭後期幾乎毫無作為，從而取得戰略上的勝利。
而另一方面，德國在戰爭初期主要依靠潛艇戰阻止他國對英國的物資援助，但因為美國抗議而一度中止。但當德國海軍情勢越來越差，國內的經濟亦日趨惡化時，德國在1917年1月決定恢復無限制潜艇戰，即凡是在英國水域的船隻，不論是敵方或是中立國的，都有可能被德國潜艇擊沉，這大大影響美國商船的航行，而且亦有美國商船被擊沉的紀錄，因此德美關係惡化，美國開始有對德國宣戰的意圖，在齊默曼電報事件後，美國正式對德國宣戰。結果德國的無限制潜艇戰反而招致強大的美國參戰。

## 世界大戰

### 亞洲和太平洋戰場

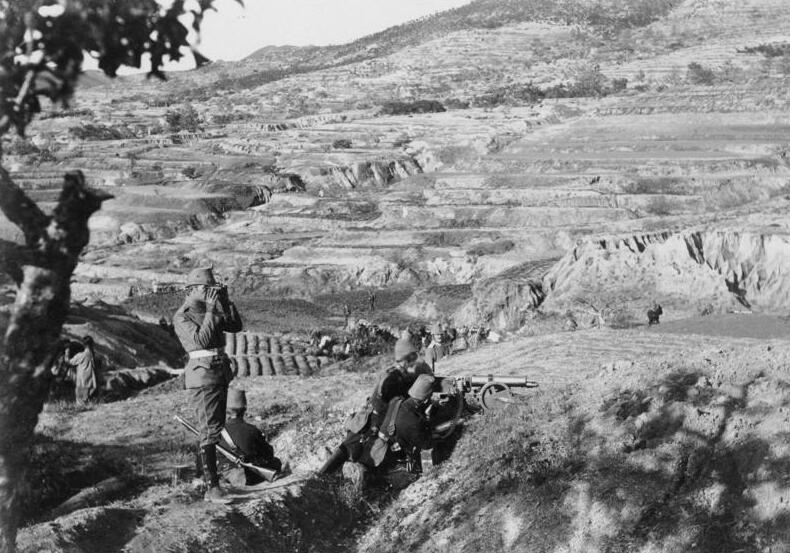
青島戰役中一隊德國守軍

1914年8月30日，紐西蘭佔領德属萨摩亚。9月11日，澳大利亞海軍和軍事遠征軍在德屬新幾內亞的新不列顛登陸。10月28日，德國巡洋艦SMS Emden在檳城海戰中擊沉了俄羅斯巡洋艦 Zhemchug。日本參戰後，發動青島戰役，11月攻佔德國在亞洲最大軍港青島。在奧匈帝國拒絕從青島撤回其巡洋艦SMS Kaiserin Elisabeth後，日本也向奧匈帝國宣戰，該船於1914年11月在青島沉沒。 幾個月內，同盟國在太平洋的勢力只留下一些抵抗軍。

### 非洲戰場
多哥蘭是德國於非洲中最小的一塊殖民地，亦是第一塊被協約國佔領的德國殖民地。協約國只消17日，在接近零抵抗的情況下便於1914年8月26日佔領該地。
喀麥隆戰役早於1914年8月6日便爆發，喀麥隆戰役同樣是以德軍戰敗為結果。喀麥隆的守軍受到法屬赤道非洲、英國尼日利亞、和比屬剛果圍攻。但守軍頑強抵抗，戰爭延續到1916年3月10日，德軍才宣佈投降。英法最後決定瓜分喀麥隆。
在德屬西南非洲，德軍面對的敵人是有英國支持的南非聯盟軍隊和葡萄牙的安哥拉，戰爭於1914年9月爆發，隨著戰爭持續，孤立的西南非洲被南非軍隊入侵，而南非軍隊亦迅速地推進，德軍雖然設法阻止，可惜仍無法減緩熟悉沙漠地形的南非軍隊。直至1915年5月5日，西南非洲的首都溫荷克已被南非佔領。 7月，西南非洲的德軍投降。
德屬東非戰役是非洲戰場中最大規模和持續最長的戰事，雙方亦投入了比其他殖民地戰爭更多的兵力。以英國為首的協約國軍在東非遭到了由保羅·馮·萊托-福爾貝克指揮的德國殖民地駐軍與土著部隊頑強而持續的抵抗，英國在戰役期間不得不以平均20,000人、總投入人數300,000人的龐大部隊，進行對約17,000人的德軍的清勦。戰爭始於1914年8月3日，終於1918年11月23日，橫跨整個一戰。於戰爭開始時，德軍和英軍在德屬東非和肯尼亞邊疆進行零星的攻擊，並佔領了一兩個城市。但到了1916年，形勢開始扭轉：英軍和比利時軍隊大舉入侵德屬東非，到了年底時，德屬東非的大部份已被佔領。剩下來的德軍一部份決定投降，而另一部份卻於1917年11月23日硬闖葡萄牙的莫桑比克，試圖佔領一些城鎮以重整旗鼓。但事與願違，該批德軍無法尋得據點，更被英軍追趕，致使不能長駐於據點。最後，該批德軍於1918年8月決定返回德屬東非。但他們在德屬東非亦無希望可尋，因此只能寄託於進軍贊比亞。當進入贊比亞不久，便收到德國投降的消息。因此，他們最終於1918年11月23日向協約國投降。

### 中華民國對協約國的支持
段祺瑞統治下的中華民國北洋政府為了收回失去的领土和主权，投向比較有利的協約國一方，於1917年3月14日与德國断交，於8月14日對德奥宣戰。北洋政府趁機派軍警收回了天津德租界、天津奧租界和漢口德租界。雖然中華民國並未直接派兵參與，北洋政府还是通过官方与非官方渠道组织数十万华工前往欧洲战场为协约国担负后勤任务。在西线的华工被英法联军编成正规的中国劳工旅，总人数超过14万；在东线为俄国服务的华工在组织上则相对更为松散，但总人数也至少有20万。十月革命爆发后，很大一部分华工受困于动荡政局无法回国，一些人甚至加入布尔什维克参加俄国内战。協约國決定干涉俄國內戰後，北洋政府亦出兵加入干涉內戰的協約國部隊。除此之外，北洋政府在一戰尾聲佔領了外蒙古。

## 大戰結束

### 德國盟友停戰
雖然俄羅斯在1917年11月退出戰爭，德國再不用東西兩面受敵，但德國的各盟國鄂圖曼土耳其、保加利亞王國及奧匈帝國却因持續作戰，致使經濟崩潰或國內各民族發生起義，結果無力再戰，在1918年9月開始相繼向協約國求和。

#### 保加利亞王國
最初與協約國達成停戰協議的是保加利亞，在协约国于瓦爾達爾攻勢的成功推进入保加利亞佔領下的瓦爾達爾馬其頓后，保加利亚沙皇斐迪南一世被迫退位，保國政府于1918年9月29日签订薩羅尼卡停戰協定。隨後1919年11月27日，保加利亞與協約國於塞薩洛尼基又簽訂納伊條約，條約的簽訂儀式於塞納河畔訥伊的市政廳舉行。
為第二次世界大戰時期，保加利亞加入軸心國陣營埋下伏筆。

#### 奥斯曼帝國
奥斯曼土耳其儘管受英国及其阿拉伯盟友在巴勒斯坦和叙利亚的勝利，但奥斯曼土耳其剛從俄國內戰中趁機控制了南高加索令軍方高層仍認為戰争仍可取勝。直至保加利亞停戰，首都伊斯坦堡顿時沒了掩護，最終奥斯曼蘇丹穆罕默德六世亦于1918年10月30日签订了穆茲羅斯停戰協定。

#### 奧匈帝國

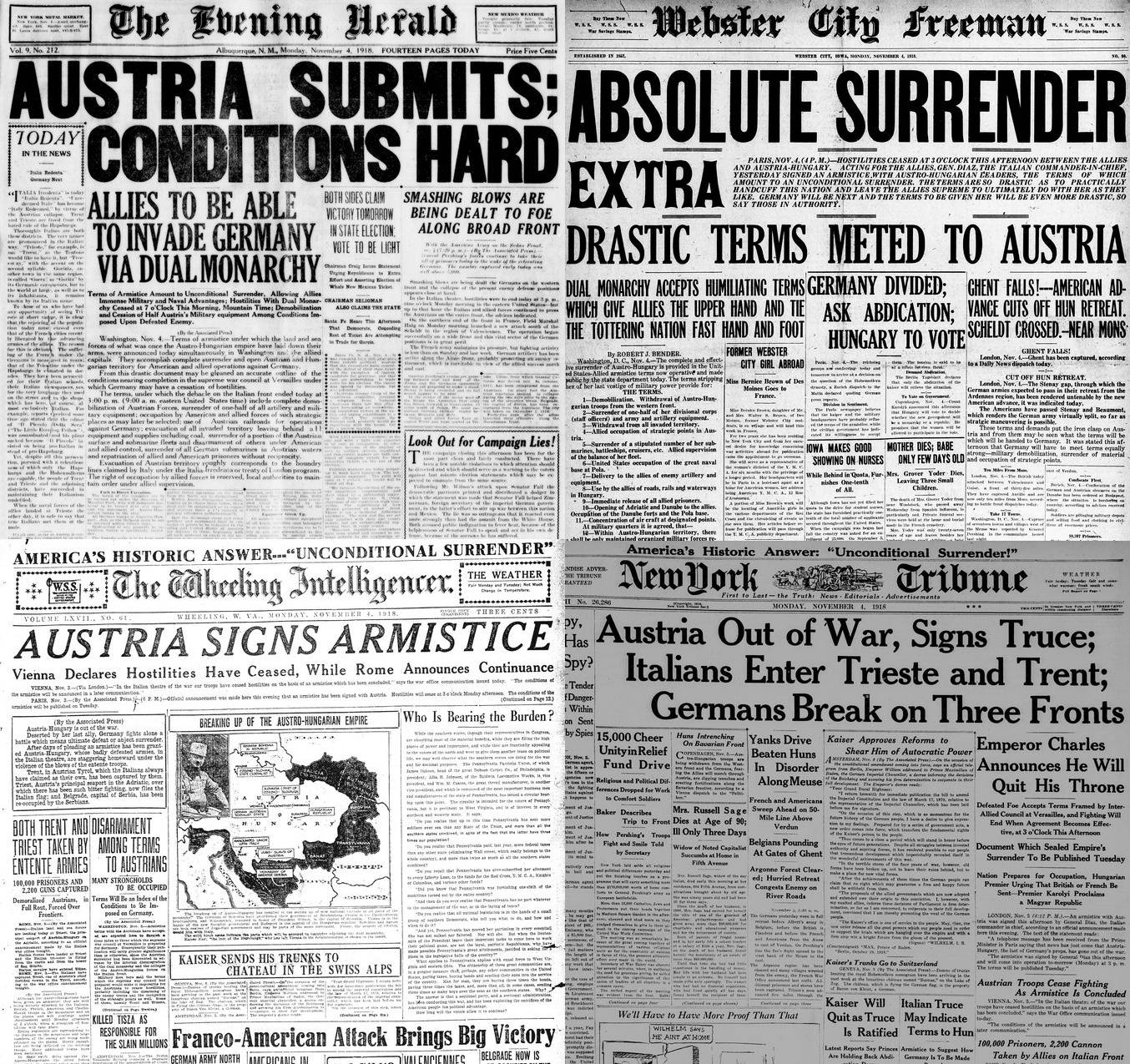
1918年11月4日美國媒體報導奧匈帝國戰敗解體

11月首周，奧皇卡爾一世接受美國的十四點協議讓境內的民族自立國家並建立聯邦制帝國，不料各民族自行獨立建國導致奧匈帝國解體。西烏克蘭人民共和國於10月19日率先獨立，之後捷克斯洛伐克、斯洛維尼亞人、克羅埃西亞人和塞爾維亞人國、巴納特共和國、匈牙利民主共和國和波士尼亞獨立，其間義大利趁機反攻佔領了屬奧地利本土的特倫提諾-上阿迪傑和和伊斯特拉半島。奥匈帝国和義大利簽訂了維拉朱斯蒂停戰協定後隨即崩溃。

### 德國停戰
1918年8月至11月間，協約國發動「百日攻勢」，德軍再損失15萬人、大炮2,000餘門及機槍13,000餘挺。連續的軍事失利使德國國內動盪加劇。1918年9月興登堡元帥建議在德國議會提出要「結束戰爭」。但德軍的最高統帥部却仍不死心，意圖利用剩餘的海軍艦隻與英國海軍進行最後决戰。結果德國水兵因不願送死，在基爾港發生譁變，並迅速蔓延到整個海軍及全國。11月9日德國首都柏林發生德國十一月革命，社會民主黨領袖菲利普·謝德曼宣佈建立共和國、宰相巴登親王馬克西米利安為了維持國內穩定，宣佈廢除威廉二世的德意志皇帝與普魯士國王封號，威廉二世本人退位後則於11月10日流亡荷蘭。
由於國內情勢混亂，德軍在11月11日與法國求和，與法國簽訂康邊停戰協定，第一次世界大戰結束。

### 巴黎和會
戰後各國於巴黎凡爾賽宮召開和議，稱為「巴黎和平會議」（簡稱巴黎和會）。會議的重大決定由美國總統托馬斯·伍德羅·威爾遜、英國首相大衛·勞合·喬治和法國總理喬治·克列孟梭主持。威爾遜總統主張寬大對待德國，在英國立場方面，他亦主張公平和不太苛刻的對待德國。原因是德國和英國之間有不少經濟活動交流，站在利益方面，英美都主張不嚴懲德國。受創最重的法國則急於復仇，主張嚴懲德國。最後諸國與德簽訂的議和條約《凡爾賽和約》，因應法國的要求而加入極其苛刻的條款，向德國强加巨大的割地賠款及限制軍備條款。但同時間，並未处置德皇威廉二世、興登堡元帥、魯登道夫將軍等决策者。
而賠款過重的凡爾賽合約反而為20年後規模更大的第二次世界大戰埋下火種。

### 其他和約
戰勝國與其他戰敗國亦分別簽署條件苛刻的和約，戰勝國與奧匈帝國的奧地利部分簽署《聖日耳曼條約》，奧匈帝國被劃分為多個民族國家；與保加利亞簽署《納伊條約》，保加利亞失去愛琴海出海口，並須賠款4億4,500萬美元；與匈牙利簽署《特里亞農條約》，匈牙利領土大幅減少；與鄂圖曼土耳其簽署《色佛爾條約》，徹底瓜分鄂圖曼土耳其的領土。後來的土耳其共和國只剩下伊斯坦堡、其附近小部分領土及安那托利亞的部分。
以《凡爾賽和約》及其他各個和約所構成的戰後歐洲及國際關係的新體系，后称凡爾賽體系，對戰後歐洲及國際關係的發展有著重要影響。

## 影響

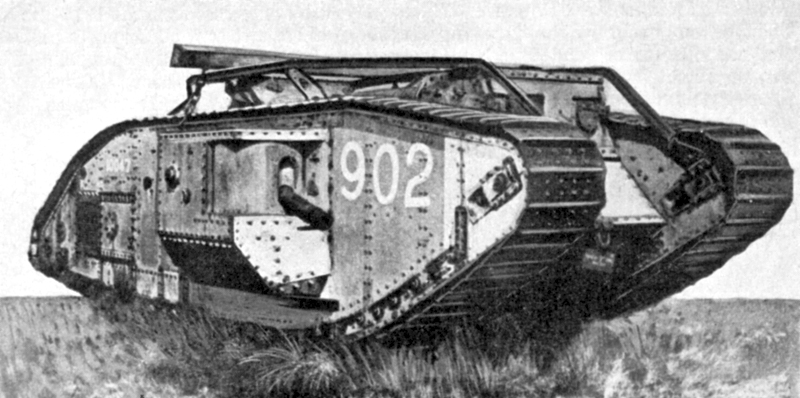
一次大戰戰場上開始出現坦克和機槍的實用化，影響20世紀戰爭機械化的潮流

### 英鎊霸權遭到美元削弱
一戰最本質的原因不是表面上的奧匈帝國皇儲斐迪南遇刺，但這是一個戰爭正當性的藉口，一次大戰前英國壟斷原材料市場，當時的印度、澳大利亞甚至世界四分之一的人口都在大英帝國殖民地貿易體系之內，而美國有一個龐大的內需市場而實行貿易保護主義，當時德國和日本國內市場狹小而無法發展，最終選擇擴張。自由貿易理論的觀點認為如果在一次世界大戰前就實行無條件的開放市場和自由貿易取消管制和關稅就不會有第一次世界大戰。而一戰前當時處於古典金本位制，英鎊是當時世界貨幣到一戰結束後英國因為巨大戰爭開支而黃金外流，最終英鎊遭到擠兌而無法兌換黃金，而美元逐漸取代英鎊的霸權。1922年熱那亞協議英國試圖建立外匯儲備，進入虛金本位制也就是金閱匯本位，紙幣的數量遠遠高過黃金，最終引發的信貸擴張引發1929年大蕭條，而在這之前美國透過道威斯計畫和楊計畫將德國央行資產轉換成美元。

### 民族國家
俄罗斯帝国、德意志帝國、奧匈帝國、土耳其奥斯曼帝國這四個大帝國覆滅。而巴爾幹半島與中東地區的民族國家則隨之而起，如捷克斯洛伐克、南斯拉夫、匈牙利和伊拉克等。

### 歐洲衰退，美日興起
原來為世界金融中心及世界霸主的英國，在戰後雖然領土有所增加，但其對領土的控制力却因戰爭的巨大傷亡與物資損失而大大削减，而其經濟亦因戰爭而大受影響，出現嚴重衰退，從此其世界金融中心的地位讓給美國。這場大戰也削弱了法、義、德；美國成為世界第一經濟强國，世界金融中心也由倫敦轉移到紐約；日本也由債務國變成債權國，並佔領原屬德國勢力範圍的中國膠州灣及山東半島。

### 共產主義興起
大战期間，俄國發生無產階級革命，使世界上出现第一个無產階級專政的社会主义国家，即俄羅斯蘇維埃社會主義聯邦共和國，簡稱蘇維埃俄國。從此共產主義在世界各國擴展勢力范圍，至1922年蘇俄收復西烏克蘭，由俄羅斯、白俄羅斯、烏克蘭及外高加索聯邦簽署《蘇聯成立條約》建立蘇維埃社會主義共和國聯盟。世界各地相繼建立共產主義政黨或共產主義政權，直至冷戰結束為止告一段落。

### 复仇情绪
《凡爾賽條約》將發動戰爭的責任悉數推給德國，從而對德國實行條件極為嚴厲的經濟與軍事制裁，德國失去13%的國土和12%的人口，還被解除武裝，德國陸軍被控制在10萬人以下，且不許擁有空軍。但德國雖然在一戰中最後戰敗，其元氣並未受到過大的傷害，工業體系依然保存完整，本土也並未受到戰火的波及。《凡爾賽條約》過多考慮戰勝國的利益分配，而沒有进一步考慮戰敗國自身的利益。虽然日后做出了如《洛迦诺公约》在内的一定修正之尝试，但種種因素配合以及德國在希特勒的納粹黨的領導下，仍終於爆發規模空前的第二次世界大戰。
根据《伦敦条约》，英国秘密向意大利许诺特伦蒂诺和蒂罗尔，直至布伦纳、的里雅斯特和伊斯特拉半岛，除阜姆外的所有达尔马提亚海岸，阿尔巴尼亚发罗拉的全部所有权和阿尔巴尼亚保护国，土耳其的安塔利亚以及土耳其与德国殖民帝国的份额，以换取意大利反对同盟国。在战争结束时，协约国意识到他们之间达成了相互矛盾的协议，意大利在战后只得到了特伦蒂诺、布伦纳，达尔马提亚的扎达尔、拉斯托沃岛和几个小的德国殖民地。许多意大利人认为，国家参加了一场毫无意义的战争，却没有得到任何值得一提的好处。这种“残缺的胜利”观念成为意大利法西斯党宣传的一个重要部分。

### 中國五四運動
第一次世界大戰後，中華民國是戰勝國。北洋政府雖然因此停止對戰敗的德國和奧匈帝國的庚子賠款，並在巴黎和會中提出廢除外國在華勢力範圍、撤退外國在華駐軍等七項希望取消日本強加的《二十一條》及換文的陳述書，但遭受列強拒絕。《凡爾賽和約》將德國在山東的權益轉讓給日本。在巴黎和會中，中華民國政府的外交失敗，直接引發民眾的強烈不滿，從而引發五四運動。1919年5月4日由於山東問題，北京的青年學生及廣大群眾、市民、工商人士等中下階層廣泛參與一次示威遊行、請願、罷課、罷工、暴力對抗政府等多形式的愛國運動，並使得之後中華民國政府在6月28日沒有簽署凡爾賽條約。此運動對近代中國迄今之政治、社會、文化、思想影響甚大，此後北洋軍閥政府失去民心而垮台。此外也因為五四運動而使中國共產黨崛起，某種程度上也半直接與半間接地埋下日後的兩次國共內戰的種子。

### 軍人待遇
一戰美軍士兵每人每日薪金為1美元，另加海外生活補助金0.25美元（25分）。後來由於1930年代的大蕭條，退伍軍人、家屬與其他有關團體，向美國政府要求即時索取補助金不果，而導致1932年美國軍方介入的流血補助金進軍事件。

### 國際聯盟
鑑於第一次世界大戰的傷亡與物資損失巨大，英法等戰勝國於是在1920年1月發起一個用以減少武器數目、平息國際糾紛及維持民眾的生活水平的組織，是為國際聯盟（簡稱國聯）。由於美國沒有參加，國聯被英法操控。然而，國聯卻不能有效阻止法西斯主義的侵略行為。第二次世界大戰後被聯合國取代。

### 女性地位
在大戰期間參戰國內大量男性均直接參與前線戰爭，導致國內勞動力大減，生產軍需品、武器、後勤支援等的職位大部份皆由女性接替，使婦女的重要性提高。在戰後1920年代日本的婦女運動、1920年美國給予婦女選舉權，至1928年英國亦給予婦女選舉權等事件顯示婦女的地位得以重視，女權運動亦在此時興起。

### 文学艺术
第一次世界大战颠覆、摧毁了旧有欧洲社会和文化秩序， 人们开始怀疑逻辑、理性以及浪漫主义美学等资产阶级价值观，达达主义就此诞生。 达达主义的精神内核在于反对旧世界的秩序，追求非理性，无意义，偶然和混乱。其影响力遍及艺术，文学，政治主张和社会运动。
第一次世界大战的残酷造就以海明威、T·S·艾略特为代表的“迷惘的一代”文学家，他们的文学作品及个人结局（海明威最终选择自杀）都反映出这场战争给人类所造成无法愈合的心灵创伤。以戰爭為主題的文學作品也在此時問世，主要表達對戰爭的厭惡，如海明威的《戰地春夢》和雷馬克的《西線無戰事》。

## 伤亡

第一次世界大戰裡交戰雙方軍民的死亡人數的比例，協約國士兵佔36%，協約國平民佔20%；同盟國士兵與平民各佔22%。請注意戰爭裡平民大多是死於西班牙型流行性感冒

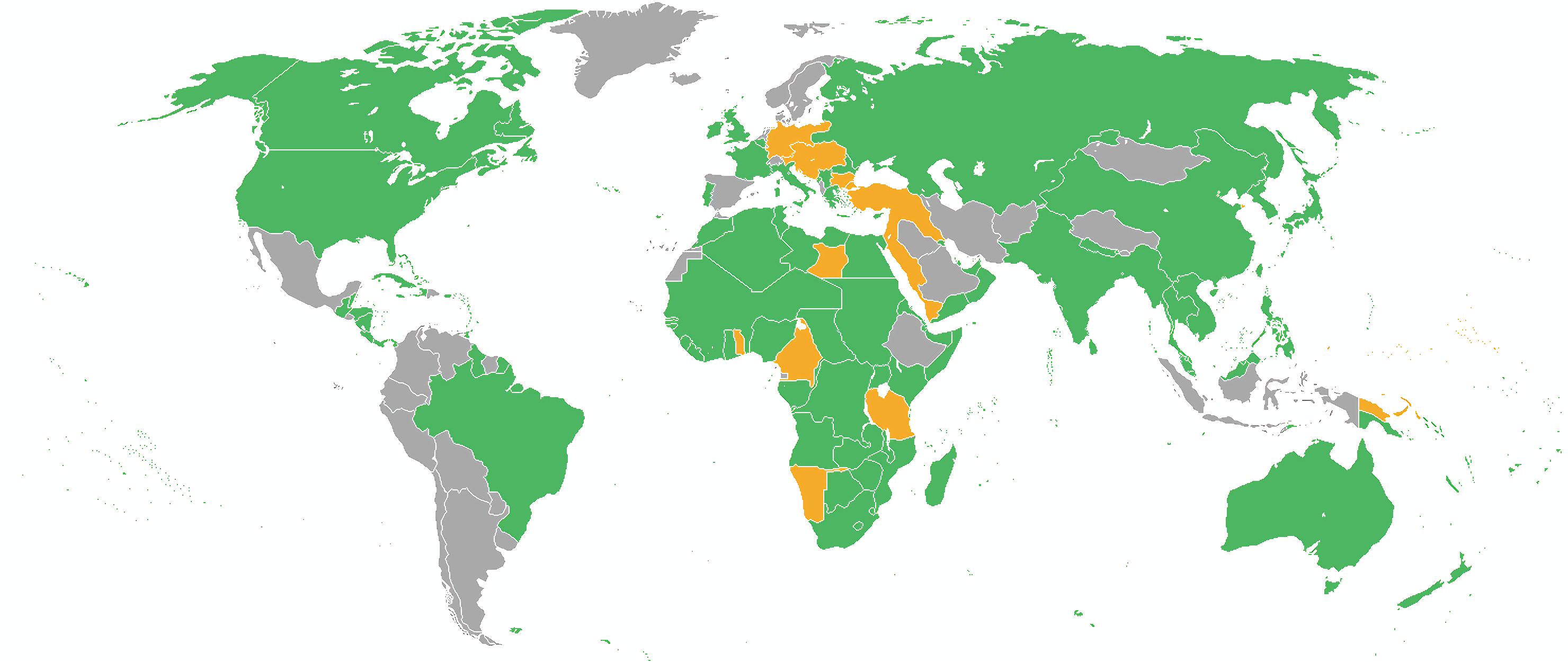
一戰的參戰國：協約國以綠色標示，同盟國以橙色標示，中立國以灰色標示

- 協約國總士兵陣亡人數：5,186,854-6,433,692人
  - 法國：1,357,000-1,397,800人
  - 英國：887,858人
  - 沙俄帝國：1,700,000-2,254,369人
  - 義大利：460,000-651,000人
  - 美國：116,708人
  - 比利時：38,170-58,637人
  - 塞爾維亞：300,000-450,000人
  - 希臘：5,000-26,000人
  - 黑山：3,000-13,325人
  - 羅馬尼亞：250,000-335,706人
  - 日本：300-4,661人
- 同盟國總士兵陣亡人數：3,386,200-4,390,544人
  - 奧匈：120萬
  - 保加利亞：8.75萬
  - 德國：177萬
  - 土耳其：32.5萬
- 平民死亡人數：5,411,000-6,100,000人
- 協約國：
  - 法國：300,000人
  - 英國：107,000人
  - 俄羅斯：730,000人
  - 義大利：589,000人
  - 美國：757人
  - 比利時：62,000人
  - 塞爾維亞：450,000-800,000人
  - 希臘：150,000人
  - 羅馬尼亞：200,000人
- 同盟國：
  - 德國：424,000-763,000人
  - 奧匈：467,000人
  - 保加利亞：100,000人
  - 土耳其：1,000,000人

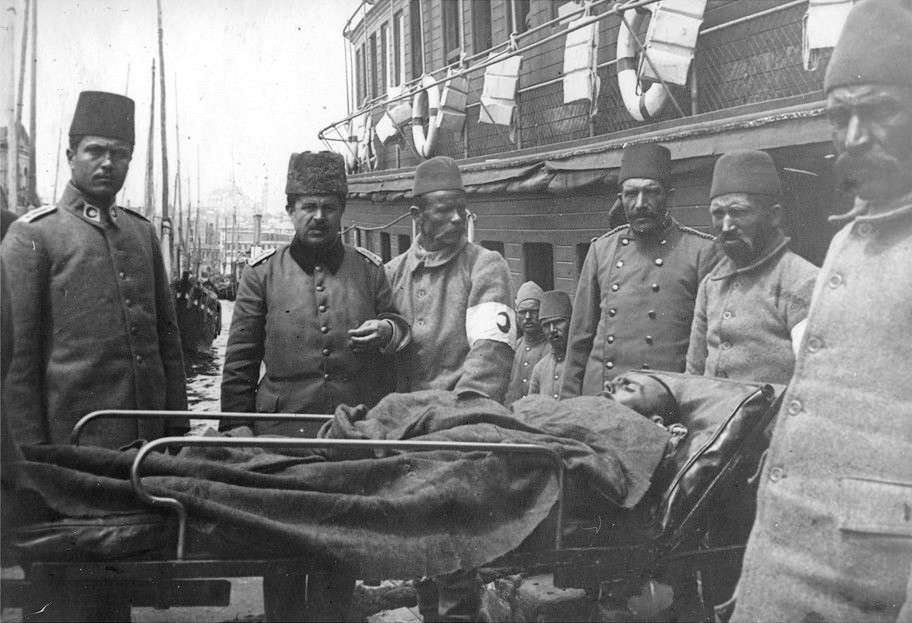
在锡尔凯吉运送奥斯曼帝国伤员

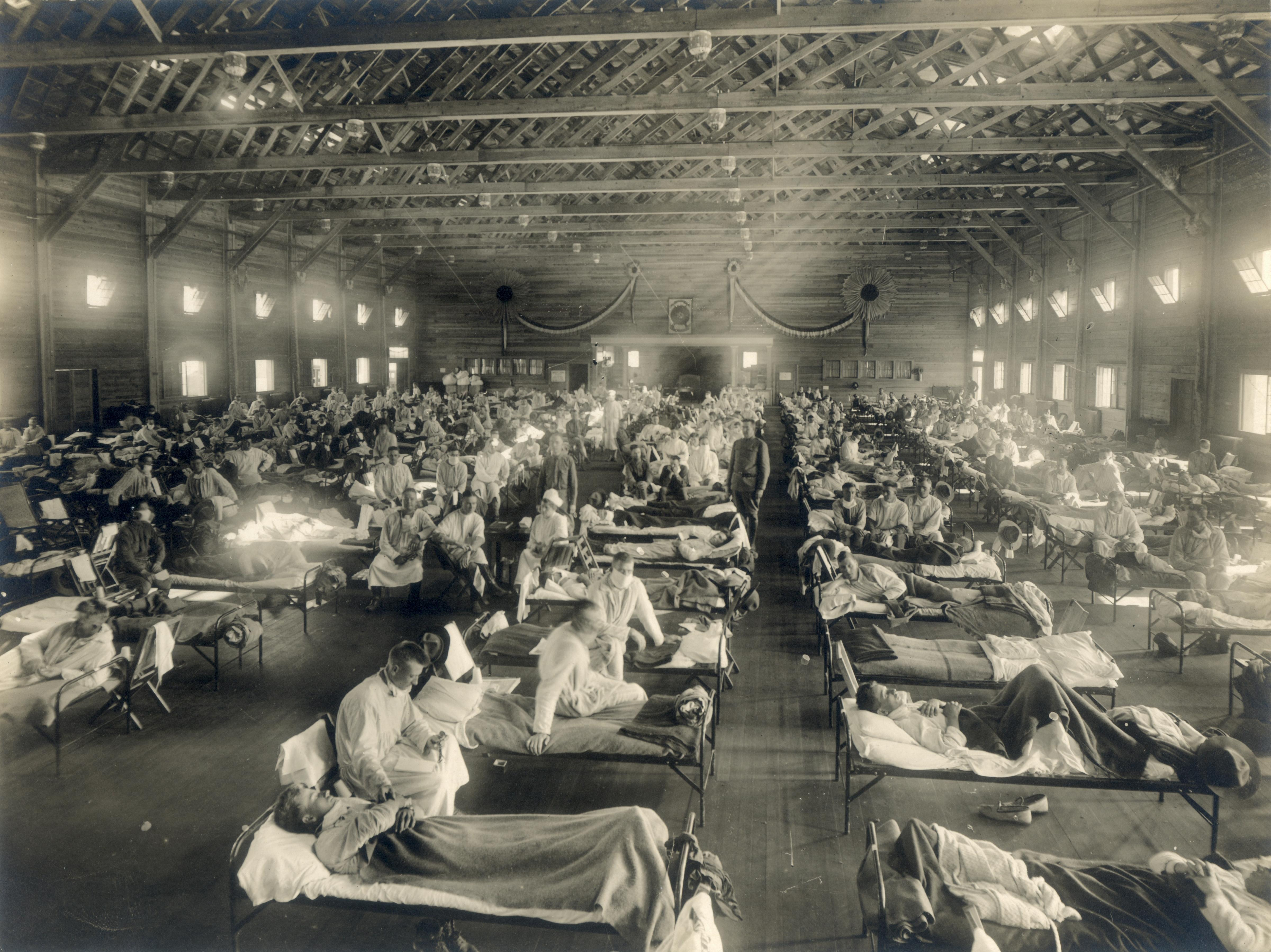
西班牙流感大流行期间，堪萨斯州芬斯顿营的紧急军事医院，1918年

1914年至1918年，欧洲一共动员了6000万名军人，其中800万人阵亡，700万人永久致残，1500万人重伤。德国失去了15.1%的活跃男性人口，奥匈帝国失去了17.1%，法国失去了10.5%。法国动员了780万人，其中140万人死亡，320万人受伤。大约15,000人面部遭受可怕的伤害，造成社会耻辱和边缘化。在德国，平民死亡人数比和平时期增加了474,000人，这在很大程度上是由于粮食短缺和营养不良削弱了对疾病的抵抗力。1918年的超额死亡人数估计为271,000人，加上1919年上半年封锁仍然有效时的额外死亡人数为71,00人。黎巴嫩因饥荒造成的饥饿导致约10万人死亡。1921年的俄罗斯饥荒导致5万至1000万人死亡。到1922年，由于第一次世界大战、俄罗斯内战以及随后的1920年至1922年饥荒的破坏，俄罗斯有450万至700万无家可归的儿童。俄国革命后，许多反苏的俄罗斯人逃离了这个国家。到1930年代，中国北方城市哈尔滨有10万俄罗斯人。
战时混乱，疾病猖獗。仅1914年，虱传流行性斑疹伤寒就导致塞尔维亚20万人死亡。从1918年到1922年，俄罗斯约有2500万人感染流行性斑疹伤寒，300万人死亡。1923年，1300万俄罗斯人感染了疟疾，这一数字比战前急剧增加。从1918年初开始，一种被称为“西班牙流感”的重大流感疫情在世界各地蔓延，大量士兵的流动加速了这种流行病的蔓延，这些士兵经常挤在卫生条件差的营地和运输船上。西班牙流感导致至少1,700万至2,500万人死亡，其中包括估计264万欧洲人和多达675,000名美国人。1915年至1926年间，昏睡性脑炎在全世界蔓延，影响了近500万人。

### 战争罪

#### 战争中的化学武器

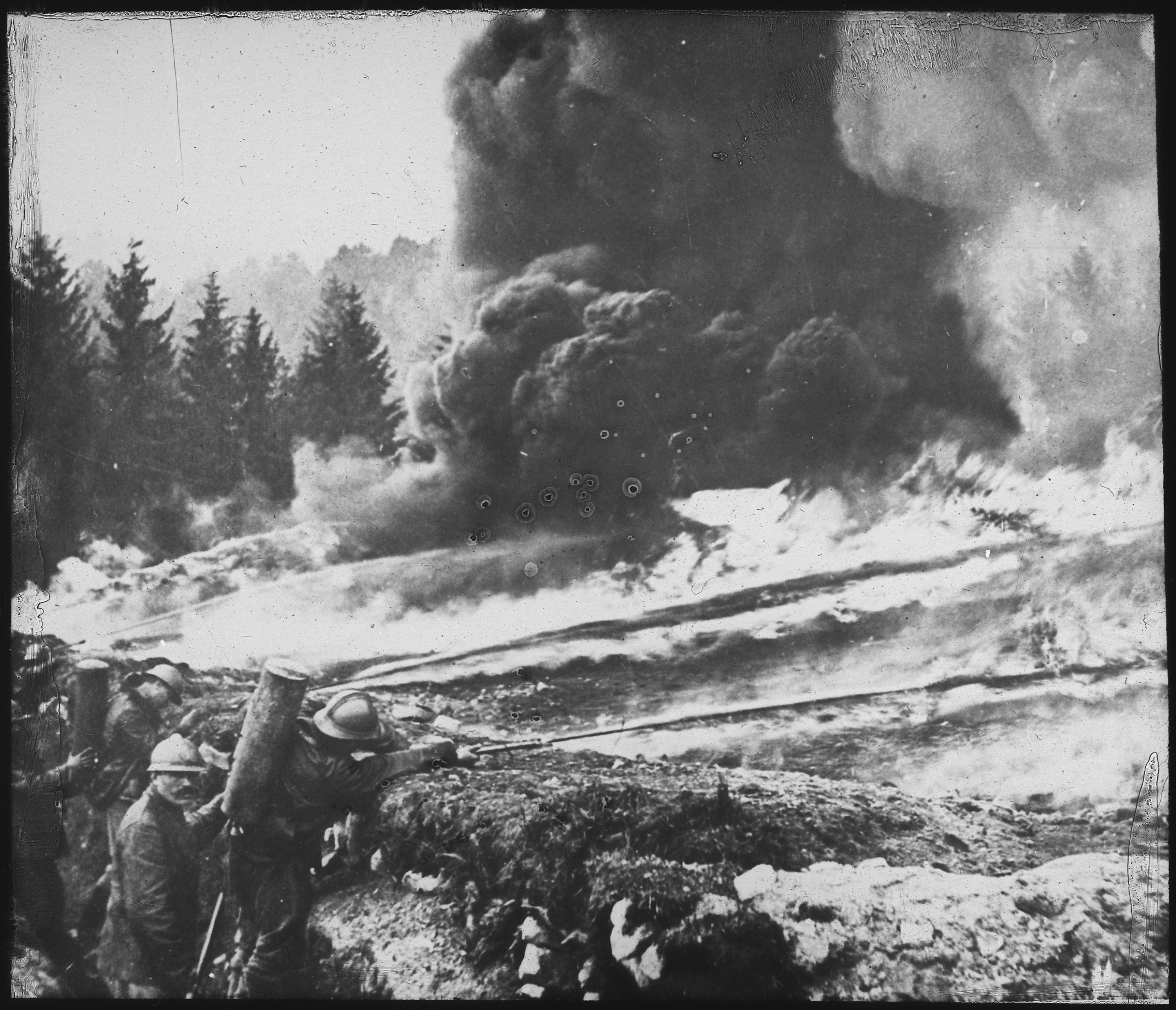
法国士兵对佛兰德斯的德国战壕进行毒气和火焰攻击

德国军队在第二次伊普尔战役期间率先成功部署了化学武器，此前德国科学家在威廉皇帝研究所弗里茨·哈伯的指导下开发了一种将氯武器化的方法。德国最高统帅部批准使用化学武器，以迫使盟军士兵离开他们的阵地，补充而不是取代更具致命性的常规武器。随着时间的推移，整个战争期间所有主要交战方都部署了化学武器，造成约130万人伤亡，但死亡人数相对较少：总共约90,000人。战争期间估计有186,000名英国化学武器人员伤亡（其中80%是由于接触德国人于1917年7月引入战场的“芥子气”），三分之一的美国人伤亡是由它们造成的。据报道，俄罗斯陆军在第一次世界大战中遭受了大约50万人的化学武器伤亡。在战争中使用化学武器直接违反了1899年《关于窒息性气体的海牙宣言》和1907年《海牙陆地战争公约》，后者禁止使用化学武器。

#### 奥斯曼帝国的种族灭绝

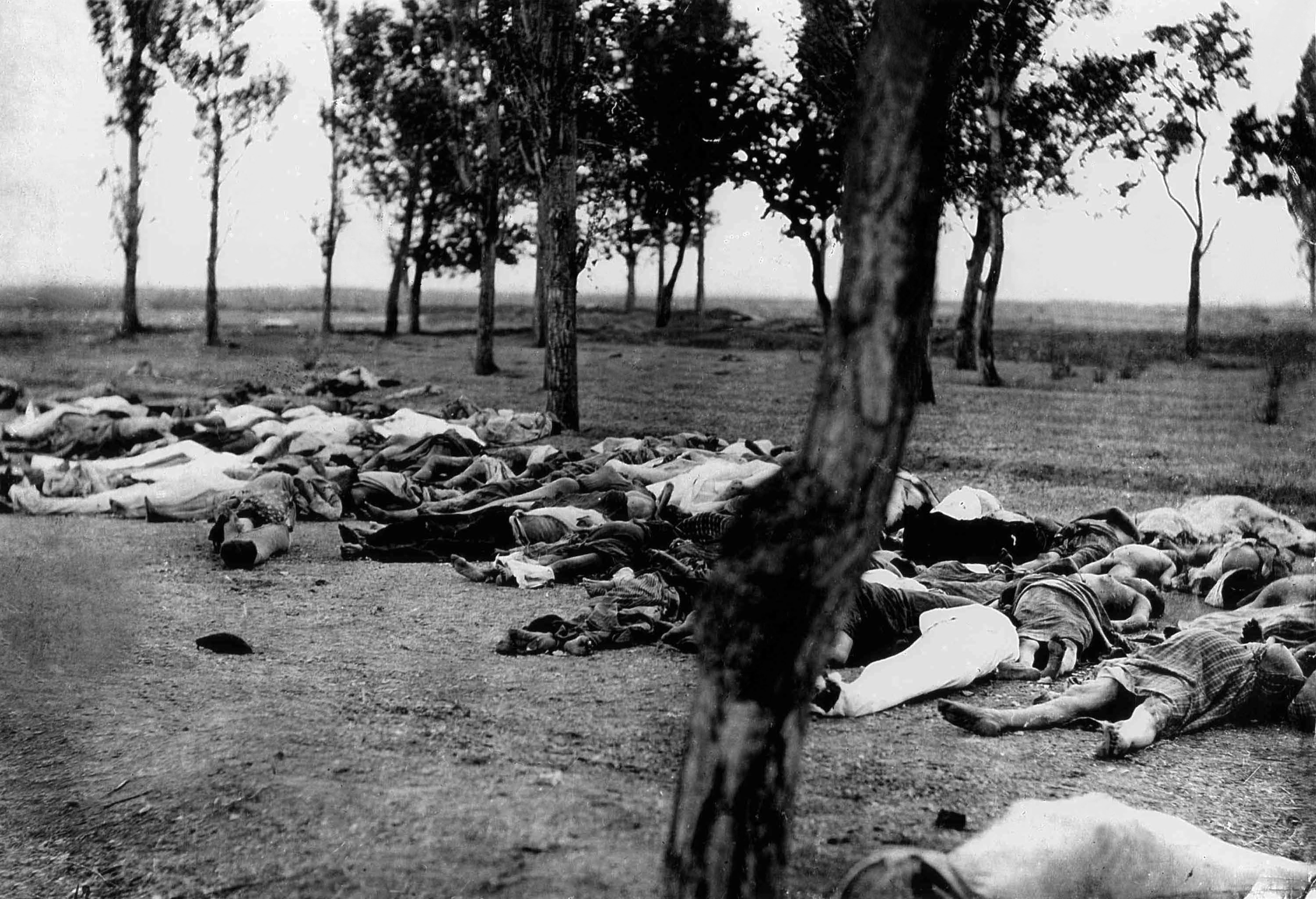
亚美尼亚人在亚美尼亚种族灭绝期间被杀害。图片取自摩根索大使的故事，由亨利·摩根索先生撰写，于1918年出版。

在奥斯曼帝国的最后几年，对奥斯曼帝国亚美尼亚人口的种族清洗，包括大规模驱逐和处决，被视为种族灭绝。奥斯曼帝国在战争开始时对亚美尼亚人民进行了有组织和有系统的屠杀，并通过将亚美尼亚人的抵抗行为描绘成叛乱来操纵亚美尼亚人的抵抗行为，以证明进一步的灭绝是合理的。1915年初，一些亚美尼亚人自愿加入俄罗斯军队，奥斯曼政府以此为借口颁布了《Tehcir Law》（驱逐法），该法授权在1915年间将亚美尼亚人从帝国东部省份驱逐到叙利亚。1918年。亚美尼亚人被故意行进致死，其中一些人遭到奥斯曼土匪的袭击。虽然具体死亡人数未知，但国际种族灭绝学者协会估计死亡人数为150万人。土耳其政府一直否认种族灭绝，认为死者是第一次世界大战期间种族间战斗、饥荒或疾病的受害者；这些说法被大多数历史学家拒绝。
其他民族在此期间也受到奥斯曼帝国的类似攻击，包括亚述人和希腊人，一些学者认为这些事件是同一灭绝政策的一部分。1915年至1922年间，至少有25万亚述基督徒（约占人口的一半）以及35万至75万安纳托利亚和本都希腊人被杀害。

### 战俘

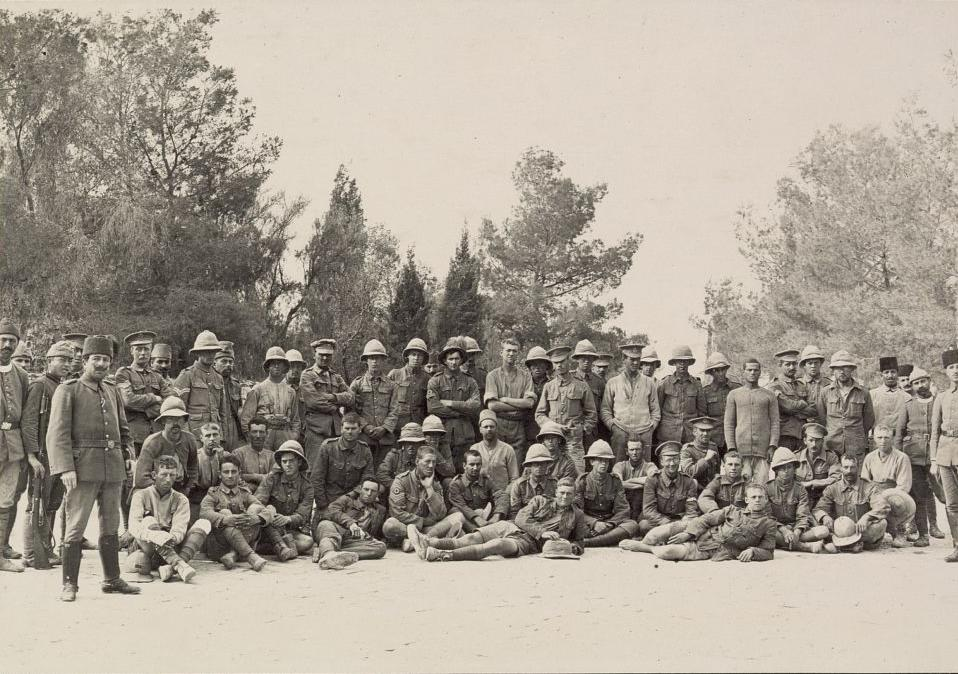
1917年第一次加沙战役后，奥斯曼军队看守的英国囚犯

战争期间，约有八百万士兵投降并被关押在战俘营中。所有国家都承诺遵守公平对待战俘的海牙公约，战俘的存活率普遍远高于前线战斗人员。
俄罗斯损失的25-31%（占被俘、受伤或死亡人数的比例）是战俘，奥匈帝国为32%，意大利为26%，法国为12%，德国为9%；英国7%。 盟军战俘总数约为140万（不包括俄罗斯，该国损失了250万至350万士兵）。大约330万同盟国士兵被俘；他们中的大多数向俄罗斯投降。

## 军人经历
战争中的英国士兵最初是志愿兵，但越来越多地被征召入伍。幸存的退伍军人回到家乡后，发现他们只能在自己之间讨论他们的经历。他们聚集在一起，组成了“退伍军人协会”或“军团”。美国国会图书馆退伍军人历史项目收集了少量美国退伍军人的个人资料。

### 征兵

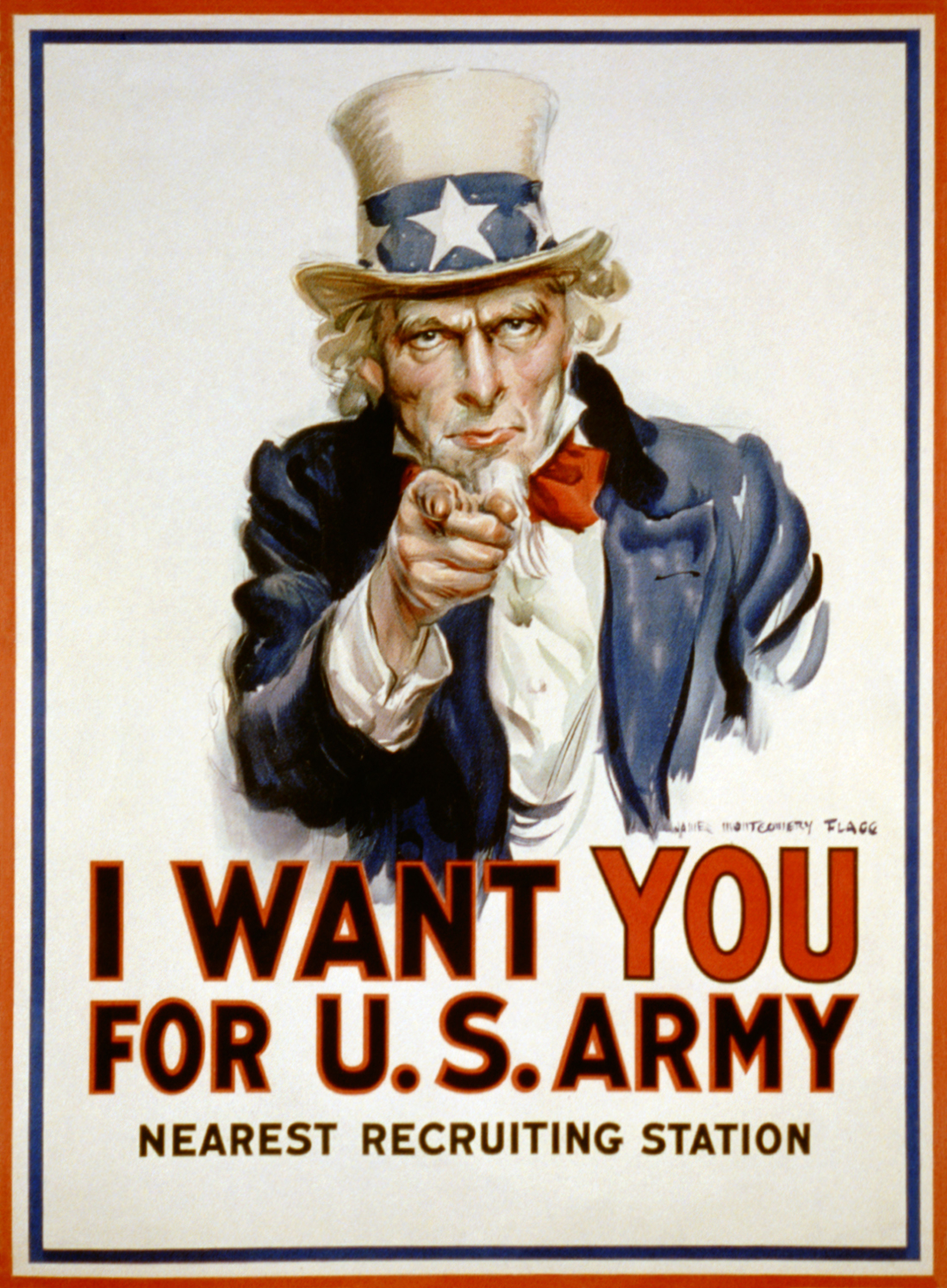
山姆大叔的美国陆军征兵海报

征兵制在大多数欧洲国家都很普遍。然而，它在英语国家引起了争议。它在少数族裔群体中尤其不受欢迎，尤其是爱尔兰和澳大利亚的爱尔兰天主教徒，以及加拿大的法国天主教徒。
在美国，征兵制于1917年开始，普遍受到欢迎，但在偏远的农村地区也有少数反对派。在战争的前六周，最初的100万目标中只有73,000名志愿者入伍后，政府决定主要依靠征兵而非自愿入伍来筹集军事人力。

### 武官和战地记者
来自各大国的军事和民间观察员密切关注着战争的进程。许多人能够从类似于敌对陆军和海军部队的角度来报道事件。

## 经济影响

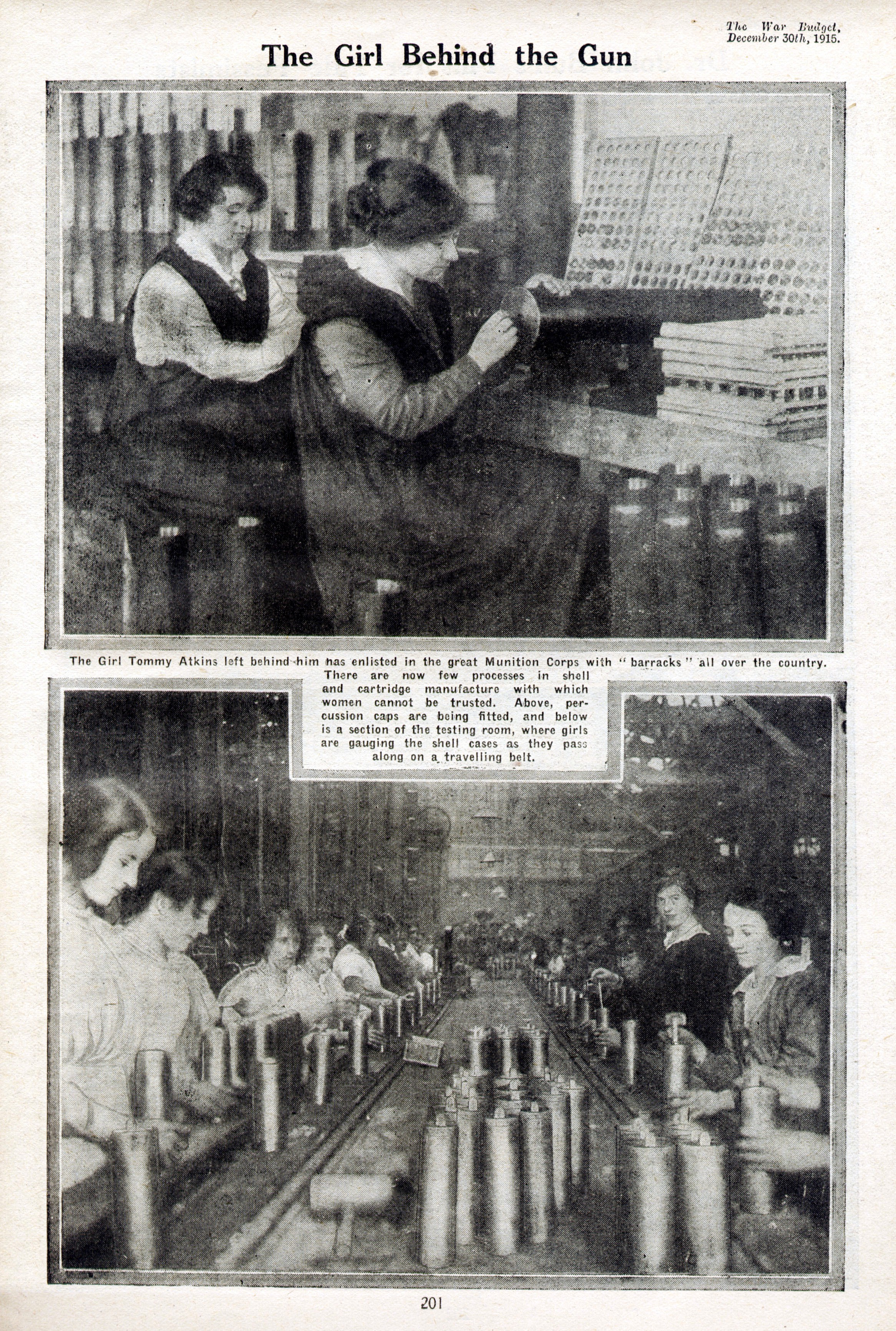
女工海报，1915年

战争对宏观和微观经济产生了影响。许多男人的离开使家庭发生了变化。家庭主要工资收入来源的死亡或缺席，女性被迫以前所未有的数量进入劳动力市场。与此同时，工业需要补充因战争而流失的劳动力。这有助于为妇女争取选举权。
在所有国家中，政府占GDP的比重均有所上升，德国和法国都超过了50%，英国也接近这一水平。为了支付在美国的采购费用，英国兑现了对美国铁路的大量投资，然后开始从华尔街大量借贷。1916年底，威尔逊总统一度濒临切断贷款，但允许美国政府大幅增加对盟国的贷款。1919年后，美国要求偿还这些贷款。 偿还款项部分由德国赔款提供，而德国赔款又由美国向德国提供的贷款支持。这个循环系统于1931年崩溃，一些贷款从未偿还。1934 年，英国仍欠美国44亿美元，最后一期付款终于在2015年支付。
英国向其殖民地寻求帮助，以获取重要的战争物资，而传统来源的供应已经变得困难。阿尔伯特·基特森等地质学家被要求在非洲殖民地寻找新的珍贵矿物资源。基特森在黄金海岸发现了重要的新锰矿床，可用于弹药生产。
《凡尔赛条约》第231条（即所谓的“战争罪”条款）规定，德国承担“盟国及其相关政府及其国民因战争而遭受的一切损失和损害”的责任为德国及盟国的侵略。”这样的措辞是为了奠定赔偿的法律基础，并且在与奥地利和匈牙利的条约中也插入了类似的条款。然而，他们都没有将其解释为承认战争罪。”1921年，赔偿总额定为1,320亿金马克，但盟军专家知道德国无法支付”这笔款项。总和被分为三类，第三类是“故意设计成空想的”，其“主要功能是误导公众舆论......使其相信“总金额得到维持”。因此，500亿黄金马克（125亿美元）“代表了盟军对德国支付能力的实际评估”，“因此……代表了德国必须支付的赔款总额”。
这个数字可以用现金或实物（煤炭、木材、化学染料等）支付。此外，根据《凡尔赛条约》失去的一些领土也计入了赔偿数额，其他行为如帮助恢复鲁汶图书馆等也是如此。1929年，大萧条到来，导致全世界政治混乱。1932年，国际社会暂停支付赔款，此时德国仅支付了相当于205.98亿金马克的赔款。随着阿道夫·希特勒的崛起，所有在1920年代和1930年代初发行和发放的债券和贷款都被取消。大卫·安德尔曼指出，“拒绝付款并不会使协议无效。债券、协议仍然存在。”因此，第二次世界大战结束后，在1953年的伦敦会议上，德国同意恢复偿还借款。2010年10月3日，德国支付了这些债券的最后一笔付款。
澳大利亚总理比利·休斯写信给英国首相戴维·劳合·乔治，“您向我们保证，您无法获得更好的条件。我对此感到非常遗憾，并且希望即使现在也能找到某种方式来达成协议 要求与大英帝国及其盟国所做出的巨大牺牲相称的赔偿。”澳大利亚获得了5,571,720英镑的战争赔款，但战争给澳大利亚造成的直接成本为376,993,052英镑，到1930年代中期，遣返养老金、战争酬金、利息和偿债基金费用为831,280,947英镑。在大约416,000名服役的澳大利亚人中，大约有60,000人被杀，另有152,000人受伤。
战争促使腕表从女性珠宝演变为实用的日常用品，取代了需要空手操作的怀表。风衣手表是为军队使用而设计的，因为怀表在战斗中效果不佳。军事资助无线电的进步促进了战后媒体的普及。

## 支持和反对战争

### 支持

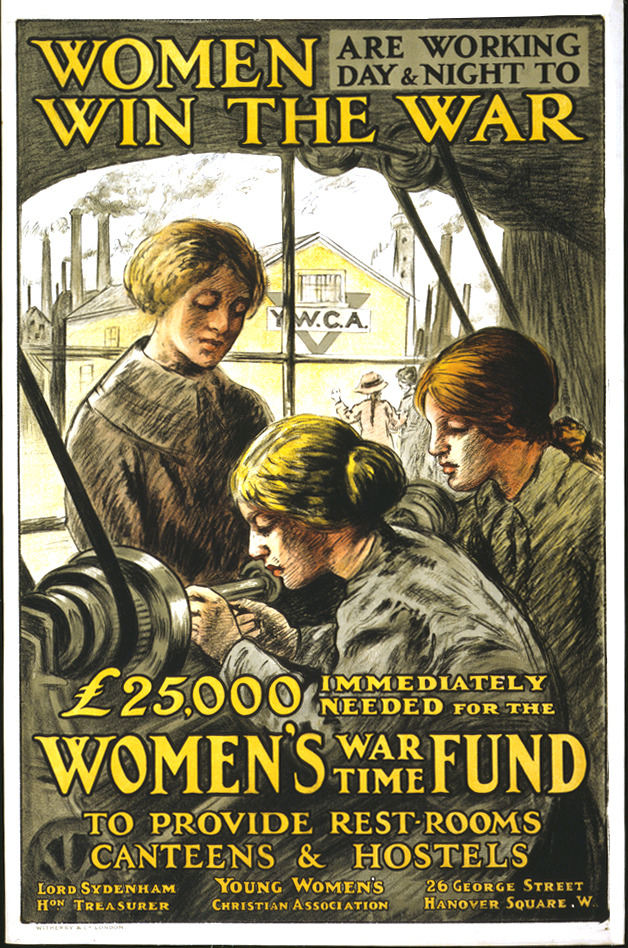
基督教女青年会发布的海报，敦促妇女加入英国战争

在巴尔干地区，领导人安特·特朗比奇等南斯拉夫民族主义者强烈支持这场战争，希望南斯拉夫摆脱奥匈帝国和其他外国列强的统治，并建立一个独立的南斯拉夫。由特朗比奇领导的南斯拉夫委员会于1915年4月30日在巴黎成立，之后将其办事处迁至伦敦。1918年4月，罗马被压迫民族代表大会召开，包括捷克斯洛伐克、意大利、波兰、特兰西瓦尼亚和南斯拉夫的代表，他们敦促同盟国支持居住在奥匈帝国境内的人民的民族自决。
在中东，由于战争期间土耳其民族主义的兴起，阿拉伯民族主义在奥斯曼帝国领土上高涨，阿拉伯民族主义领导人主张建立一个泛阿拉伯国家。1916年，阿拉伯起义在奥斯曼帝国控制的中东地区爆发，以争取独立。在东非，埃塞俄比亚埃塞俄比亚的伊亚苏五世支持在索马里兰战役中与英国交战的苦行僧国家。
德国驻亚的斯亚贝巴特使冯·西堡表示，“现在是埃塞俄比亚重新夺回红海沿岸、驱赶意大利人回家、恢复帝国古代规模的时候了。”由于盟军对埃塞俄比亚贵族的压力，埃塞俄比亚帝国在塞加勒战役中被推翻之前，埃塞俄比亚帝国正处于加入同盟国一方的第一次世界大战的边缘。约书亚被指控皈依伊斯兰教。根据埃塞俄比亚历史学家巴鲁·祖德的说法，用于证明约书亚皈依的证据是盟军提供的一张经过修改的戴着头巾的照片。一些历史学家声称英国间谍伪造了这张照片。

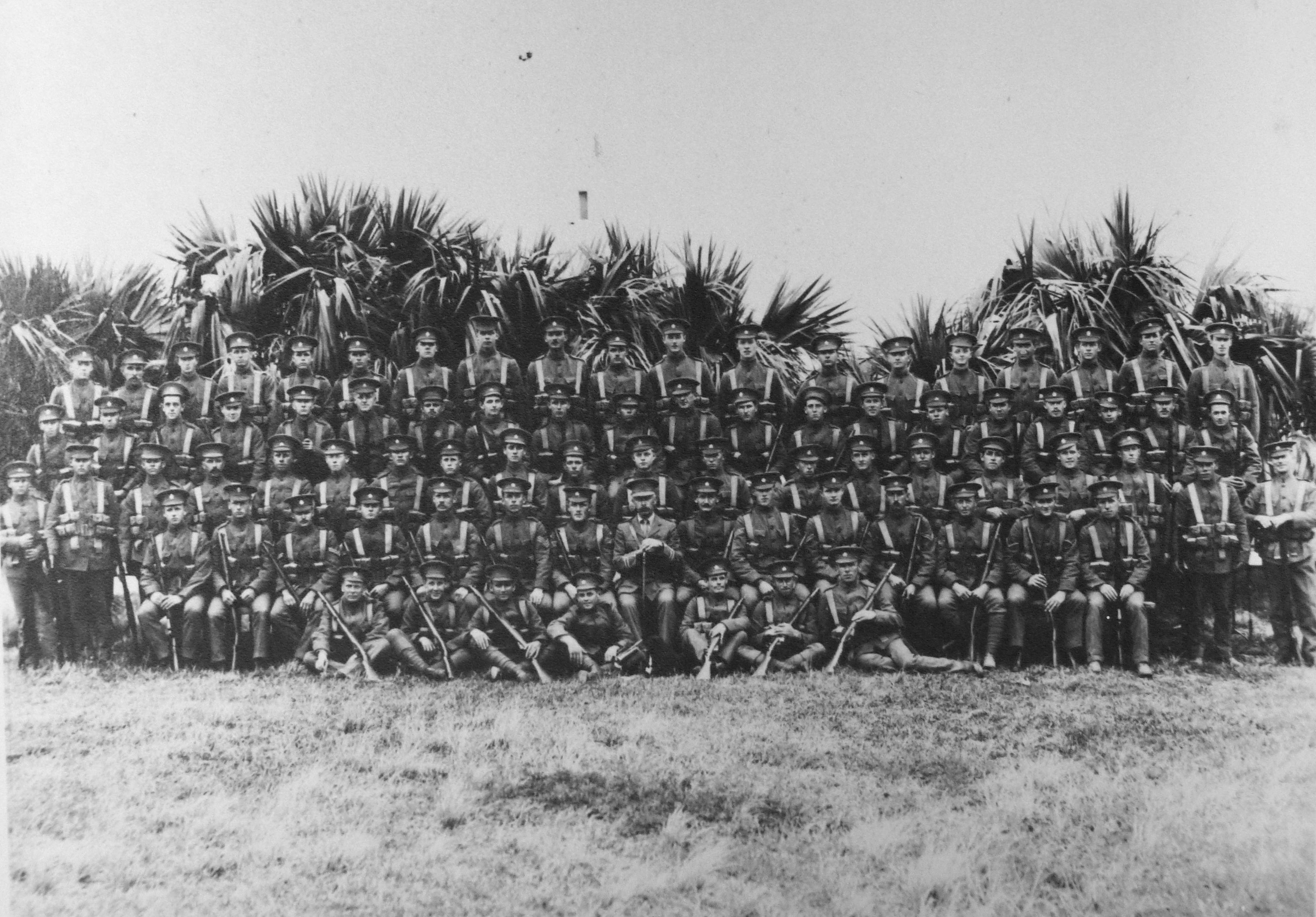
百慕大志愿步枪军第一特遣队，1914年至1915年冬天。随后于1915年6月加入法国第一林肯郡团。1916年9月25日，在盖德库尔之后剩下的十余人与第二特遣队合并。两支部队伤亡75%。

1914年8月战争爆发时，许多社会党最初支持战争。但欧洲社会主义者在民族界限上分裂，马克思主义者和工团主义者等激进社会主义者所持有的阶级冲突概念被他们对战争的爱国支持所压倒。战争开始后，奥地利、英国、法国、德国和俄罗斯的社会主义者纷纷追随民族主义浪潮的兴起，支持本国干预战争。
战争的爆发激起了意大利民族主义，最初得到了各个政治派别的大力支持。加布里埃尔·邓南遮是这场战争中最著名和最受欢迎的意大利民族主义支持者之一，他宣扬意大利民族统一主义，并帮助说服意大利公众支持干预战争。保罗·博塞利领导下的意大利自由党提倡站在同盟国一边干预战争，并利用但丁·阿利吉耶里协会来宣传意大利民族主义。意大利社会主义者在支持还是反对战争问题上存在分歧。有些人是战争的激进支持者，包括贝尼托·墨索里尼和列奥尼达·比索拉蒂。然而，在反军国主义抗议者被杀后，意大利社会党决定反对战争，导致了一场名为“红色周”的总罢工。意大利社会党清除了包括墨索里尼在内的支持战争的民族主义成员。墨索里尼是一位工团主义者，他以对奥匈帝国意大利人居住地区的民族统一主义主张为由支持战争，他组建了支持干涉的意大利人民党和国际行动革命法西斯组织1914年10月，后来发展成为1919年的意大利战斗法，法西斯主义的起源。墨索里尼的民族主义使他能够从安萨尔多（一家军火公司）和其他公司筹集资金，创建《意大利人民》，以说服社会主义者和革命者支持战争。

#### 爱国基金
双方都为士兵、他们的家属和受伤者的福利进行了大规模的筹款。钉子人就是德国的一个例子。大英帝国各地有许多爱国基金，包括皇家爱国基金公司、加拿大爱国基金、昆士兰爱国基金，到1919年，新西兰有983个基金。在下一次世界大战开始时，新西兰基金进行了改革，因为这些基金被批评为重叠、浪费和滥用，在2002年有11个基金仍在运作。

### 反对

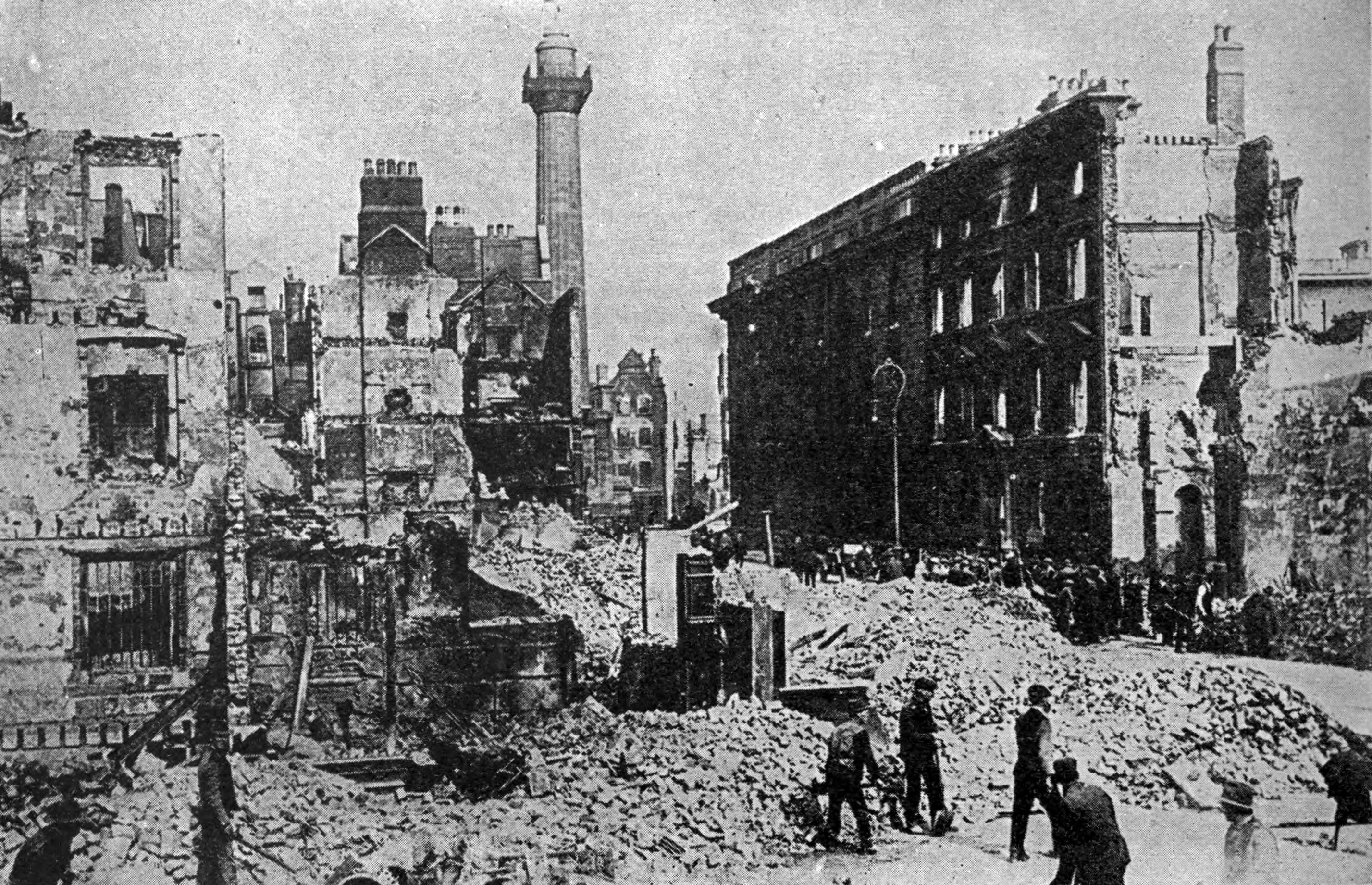
1916年都柏林复活节起义后的萨克维尔街（现为奥康奈尔街）

许多国家监禁那些公开反对冲突的人。其中包括美国的尤金·德布斯和英国的伯特兰·罗素。 在美国，1917年《间谍法》和1918年《煽动叛乱法》将反对征兵或发表任何被视为“不忠”的言论定为联邦犯罪。所有批评政府的出版物都被邮政审查机构下架，许多出版物因被认为不爱国的事实陈述而被判处长期监禁。
许多民族主义者反对干预，特别是在民族主义者敌视的国家内。尽管绝大多数爱尔兰人同意参加1914年和1915年的战争，但少数先进的爱尔兰民族主义者坚决反对参加。战争是在1912年爱尔兰重新出现的地方自治危机中开始的，到1914年7月，爱尔兰爆发内战的可能性很大。爱尔兰民族主义者和马克思主义者试图追求爱尔兰独立，最终导致1916年复活节起义，德国向爱尔兰运送了20,000支步枪，以煽动英国的骚乱。英国政府将爱尔兰置于戒严状态以应对复活节起义，尽管一旦革命的直接威胁消散，当局确实试图对民族主义情绪做出让步。然而，爱尔兰反对卷入战争的呼声日益高涨，导致了1918年的征兵危机。
其他反对者来自良心拒服兵役者——一些是社会主义者，一些是宗教人士——他们拒绝战斗。在英国，有16,000人要求获得依良心拒服兵役者身份。其中一些人，最著名的是著名的和平活动家斯蒂芬·霍布豪斯，拒绝服兵役和替代役。许多人遭受了多年的监禁，包括单独监禁和面包和水饮食。即使在战后，英国的许多招聘广告都标有“良心拒服兵役者无需申请”。
1917年5月1日至4日，彼得格勒约10万工人和士兵，以及紧随其后的俄罗斯其他城市的工人和士兵，在布尔什维克的领导下，高举“打倒战争！”的横幅进行示威。表示“一切权力归苏维埃！”大规模示威导致俄罗斯临时政府陷入危机。1917年5月，布尔什维克革命者在米兰组织并参与骚乱，呼吁结束战争，并设法关闭工厂并停止公共交通。意大利军队被迫携带坦克和机枪进入米兰，与布尔什维克和无政府主义者进行激烈战斗，直到5月23日意大利军队控制了该市。近50人（包括三名意大利士兵）被杀，800多人被捕。

## 技术

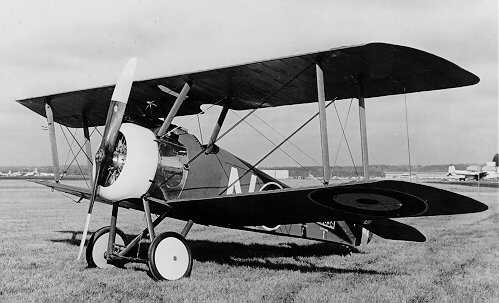
皇家空军索普威思骆驼。1917年4月，西线英国飞行员的平均预期寿命为93小时。

第一次世界大战是20世纪技术与19世纪战术的冲突，不可避免地造成巨大伤亡。然而，到1917年底，主要军队（有数百万士兵）已经实现了现代化，并开始使用电话、无线通信、装甲车、坦克和飞机。
火炮也经历了一场革命。1914年，大炮被部署在前线，直接向目标开火。到1917年，使用枪支（以及迫击炮甚至机枪）进行间接射击已司空见惯，使用新技术进行定位和测距，特别是飞机和经常被忽视的野战电话。
固定翼飞机最初用于侦察和对地攻击。为了击落敌机，开发了高射炮和战斗机。战略轰炸机主要由德国和英国制造，但前者也使用齐柏林飞艇。冲突接近尾声时，航空母舰首次被使用，1918年，英国皇家海军愤怒号发射索普威思骆驼号进行突袭，摧毁岑讷的齐柏林飞艇机库。

## 外交

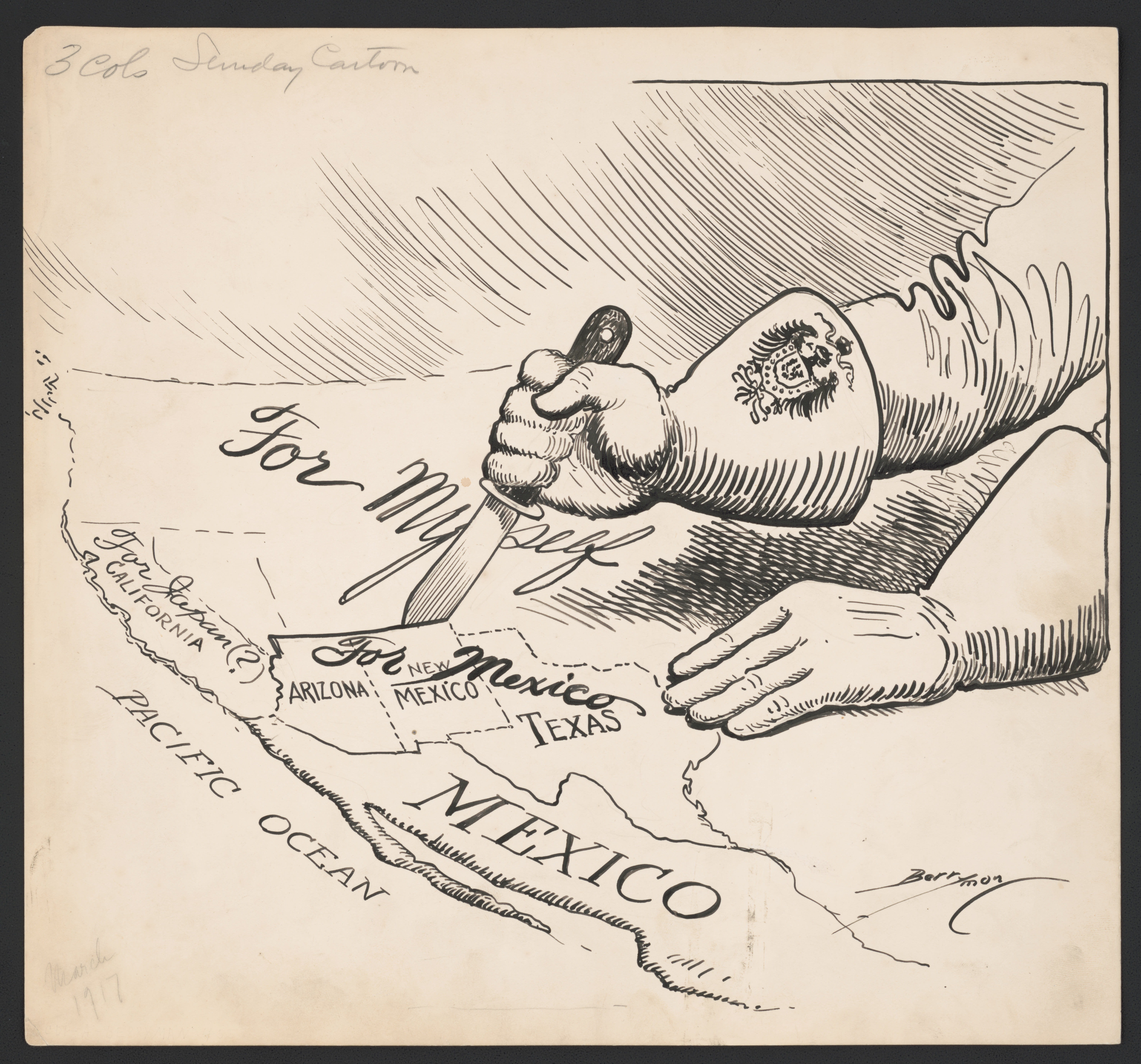
1917年关于齐默尔曼电报的政治漫画

国家之间的非军事外交和宣传互动旨在赢得对这一事业的支持或削弱对敌人的支持。战时外交在很大程度上集中于五个问题：宣传活动； 定义和重新定义战争目标，随着战争的进行，这些目标变得更加严厉；通过提供敌方领土的碎片来吸引中立国（意大利、奥斯曼帝国、保加利亚、罗马尼亚）加入联盟；同盟国鼓励内部的少数民族运动，特别是在捷克人、波兰人和阿拉伯人中。此外，还有来自中立者或一方或另一方的多项和平建议； 他们都没有取得很大进展。

## 遗产

### 纪念馆

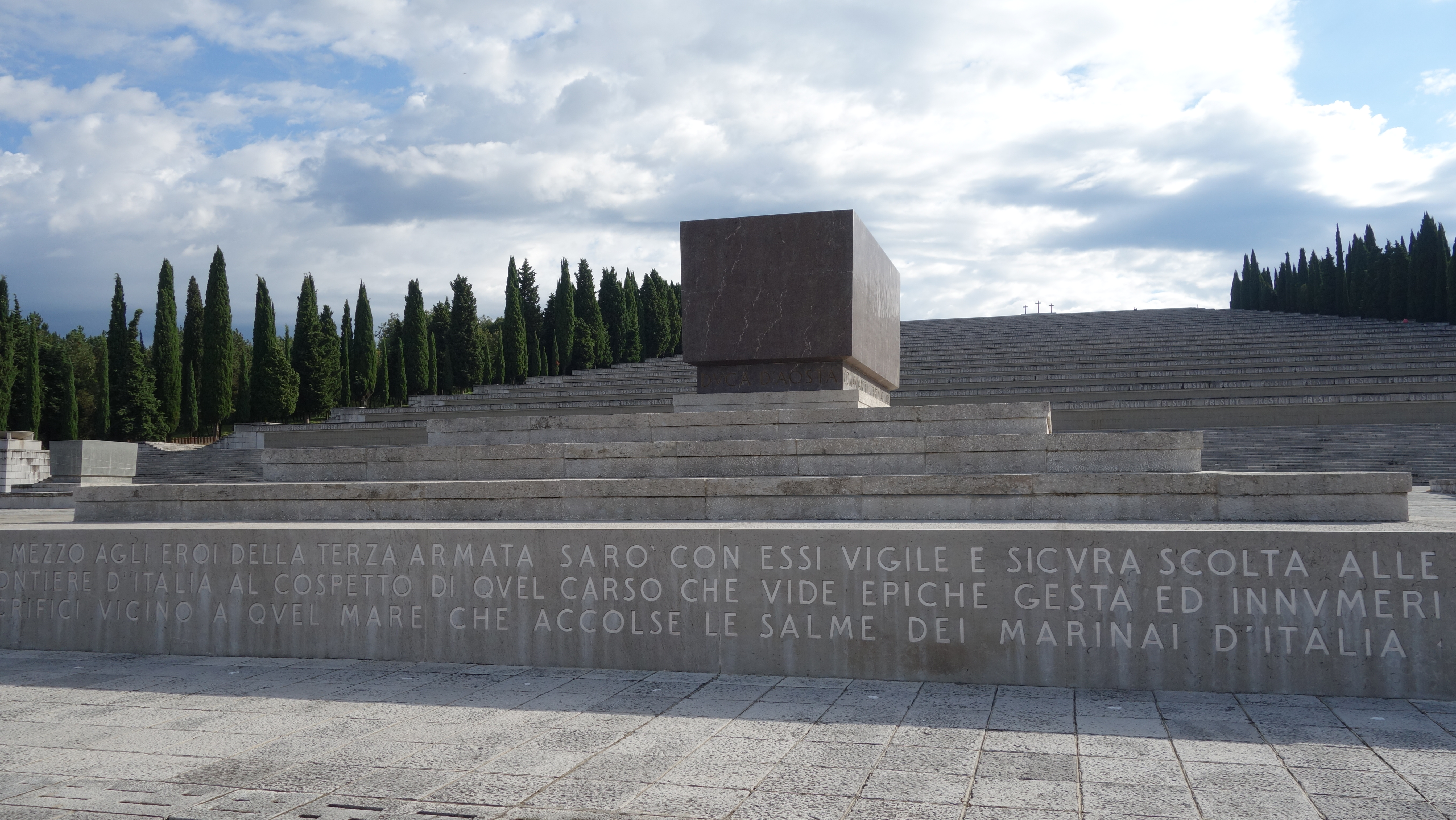
意大利雷迪普利亚战争纪念碑，内有100,187名士兵的遗骸

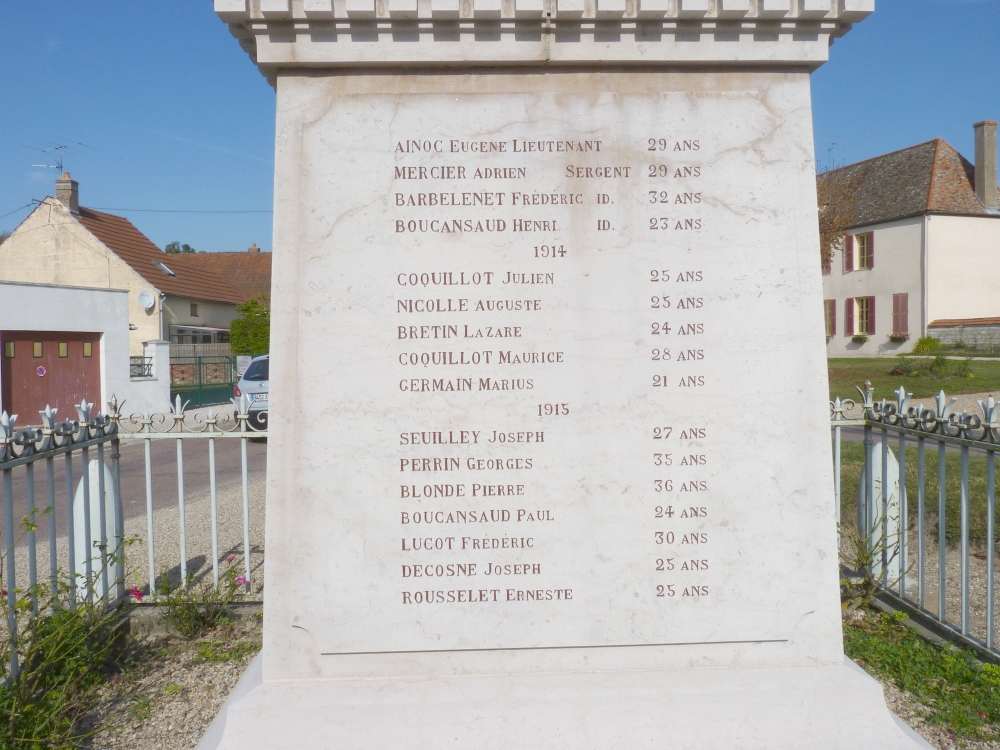
典型的村庄战争纪念碑，纪念第一次世界大战中阵亡的士兵

数千个村庄和城镇建立了纪念碑。在靠近战场的地方，那些埋在临时墓地里的人逐渐被转移到由英联邦战争坟墓委员会、美国战争纪念碑委员会、德国战争坟墓委员会和法国纪念等组织管理的正式墓地。许多墓地还为失踪者或身份不明的死者设立了中央纪念碑，例如梅宁门失踪者纪念碑和蒂普瓦尔索姆河失踪者纪念碑。
1915年，加拿大军医约翰·麦克雷写下了《在佛兰德斯战场》这首诗，向战争中的死难者致敬。它于1915年12月8日发表在《Punch》上，至今仍被人们背诵，尤其是在阵亡将士纪念日和阵亡将士纪念日。
第一次世界大战国家博物馆和纪念碑位于密苏里州堪萨斯城，是一座献给所有在第一次世界大战中服役的美国人的纪念碑。自由纪念碑于1921年11月1日落成，当时盟军最高指挥官向超过100,000名群众发表讲话。
英国政府在2014年至2018年期间预算了大量资源用于纪念战争。牵头机构是帝国战争博物馆。2014年8月3日，法国总统弗朗索瓦·奥朗德和德国总统约阿希姆·高克共同纪念德国对法宣战一百周年，在维耶尔阿尔为在二战中阵亡的法国和德国士兵奠下第一座纪念碑。在停战一百周年纪念活动期间，法国总统埃马纽埃尔·马克龙和德国总理安吉拉·默克尔参观了贡比涅停战协定签署地，并为和解牌匾揭幕。

### 史学
……“奇怪，朋友，”我说，“没有理由哀悼。”
 “没有，”另一个说，“保存未完成的岁月”......

 — 威尔弗雷德·欧文，《奇怪的会议》，1918年
理解现代战争的意义和后果的第一次尝试性努力始于战争的最初阶段。这一进程在敌对行动结束期间和结束后持续进行，一个多世纪后仍在进行。第一次世界大战的教学面临着特殊的挑战。与第二次世界大战相比，第一次世界大战通常被认为是“一场因错误原因而进行的错误战争”；它缺乏重述第二次世界大战所特有的善与恶的元叙事。由于缺乏可识别的英雄和恶棍，它经常按主题进行教学，援引战争的浪费、将军的愚蠢和士兵的无辜等比喻。这些过度简单化大多掩盖了冲突的复杂性。乔治·凯南将这场战争称为“20世纪的重大灾难”。
历史学家希瑟·琼斯为，21世纪的文化转变为史学注入了新的活力。学者们提出了关于军事占领、政治激进化、种族、医学、性别和心理健康的全新问题。历史学家长期以来就这场战争争论的主要话题包括：战争为何开始； 为什么盟军获胜；将军是否要对高伤亡率负责；士兵们如何忍受堑壕战的恶劣条件；以及平民后方在多大程度上接受并支持战争努力。

### 未爆炸弹药
直到2007年，在凡尔登和索姆河等战场遗址，警告游客不要走某些道路的标志仍然存在，因为未爆炸的弹药仍然构成危险。在法国和比利时，发现未爆炸弹药的当地人会得到武器处理小组的协助。在一些地方，植物生长仍未恢复正常。

## 引用
1. ↑  Liddell, Hart. . 麥田出版. 2014: 57. ISBN 978-986-344-118-2.
2. ↑  Liddell, Hart. . 麥田出版. 2014: 60–61. ISBN 978-986-344-118-2.
3. ↑  Djordjević, Dimitrije; Spence, Richard B. . East European Monographs. 1992: 313  [2022-05-19]. ISBN 978-0-88033-217-0. （原始内容存档于2022-05-31）. Following the assassination of Franz Ferdinand in June 1914, Croats and Muslims in Sarajevo joined forces in an anti-Serb pogrom.
4. ↑  . American Universities Field Staff. 1964: 44  [2013-12-07]. （原始内容存档于2021-01-23）. ... the assassination was followed by officially encouraged anti-Serb riots in Sarajevo ...
5. ↑  Kröll, Herbert. . Studienverlag. 2008: 55  [2013-09-01]. ISBN 978-3-7065-4526-6. （原始内容存档于2021-06-14）. ... arrested and interned some 5.500 prominent Serbs and sentenced to death some 460 persons, a new Schutzkorps, an auxiliary militia, widened the anti-Serb repression.
6. ↑  Schindler, John R. . Zenith Imprint. 2007: 29  [2022-05-19]. ISBN 978-1-61673-964-5. （原始内容存档于2021-04-13）.
7. ↑  . Penguin. 2012年9月27日. ISBN 9780061146664.
8. ↑  Liddell, Hart. . 麥田出版. 2014: 70–71. ISBN 978-986-344-118-2.
9. ↑  Dell, Pamela. . Capstone. 2013: 10–12. ISBN 978-1-4765-4159-4.
10. ↑  . BBC.   [2010-02-09]. （原始内容存档于2010-05-24）.
11. ↑  Liddell, Hart. . 麥田出版. 2014: 114–115. ISBN 978-986-344-118-2.
12. ↑  Liddell, Hart. . 麥田出版. 2014: 124–127. ISBN 978-986-344-118-2.
13. ↑  Liddell, Hart. . 麥田出版. 2014: 130–134. ISBN 978-986-344-118-2.
14. ↑  Liddell, Hart. . 麥田出版. 2014: 135–136. ISBN 978-986-344-118-2.
15. ↑  馬薩里克著、郎醒石譯. . 河南人民出版社. 2018年6月: 158. ISBN 978-7-215-11475-3.
16. ↑  Lichfield, John. . The Independent. 2006-02-21  [2013-07-23]. （原始内容存档于2017-10-22）.
17. ↑  Herwig 1997，第393-397,400-401頁德軍共有40個步兵師和3個騎兵師留在東方的佔領區。
18. ↑  Marshall 1964，第353-7頁
19. ↑  Ekins 2010，第24頁
20. ↑  Griess 1986，第155-156頁
21. ↑  Kennedy 1989，第266-302頁其中102個法國師、60個英帝國師、42個美國師（其相當於其他師規模的兩倍）和12個比利時師。
22. ↑  Herwig 1997，第426-428頁
23. ↑  Griess 1986，第163頁
24. ↑  Herwig 1997，第446頁
25. ↑  Liddell, Hart. . 麥田出版. 2014: 137. ISBN 978-986-344-118-2.
26. ↑  Liddell, Hart. . 麥田出版. 2014: 139–141. ISBN 978-986-344-118-2.
27. ↑  馬薩里克著、郎醒石譯. . 河南人民出版社. 2018年6月: 159~160. ISBN 978-7-215-11475-3.
28. ↑  馬薩里克著、郎醒石譯. . 河南人民出版社. 2018年6月: 182. ISBN 978-7-215-11475-3.
29. ↑  馬薩里克著、郎醒石譯. . 河南人民出版社. 2018年6月: 182、283~4. ISBN 978-7-215-11475-3.
30. ↑  馬薩里克著、郎醒石譯. . 河南人民出版社. 2018年6月: 236. ISBN 978-7-215-11475-3.
31. ↑  德軍（計算警察在內）只有693人。 Strachan, 2004. pg. 13
32. ↑  Holmes 2001, p. 359.
33. ↑  Contey, F. (2002). Zeppelin Mission to East Africa. Aviation History, 13(1), 46. http://search.ebscohost.com （页面存档备份，存于）
34. ↑  [Miller, p. 297; unknown to Lettow and Tafel, they were only one day’s march apart]
35. ↑  徐国琦：《中国与大战：寻求新的国家认同》，上海三联书店
36. ↑  The Chinese Labour Corps in Russia During World War 1 （页面存档备份，存于）（第一次世界大战在俄国的中国劳工），The Great War
37. ↑  中東在戰後為英法所分別佔領，但在不久後便讓各國獨立。
38. ↑  因此誘發不滿巴黎和會列強私相授受的把山東的權益由德國轉交給日本的五四運動，反對北洋政府，要求徐世昌下台。爆發大規模罷課、罷工運動等。
39. ↑  http://54.china1840-1949.net.cn/wsjj.html （页面存档备份，存于） 五四運動紀念館，也可參閱各相關書籍
40. ↑   參: